# Bensdorf
Bensdorf [ˈbɛnsdɔʁf] ist eine Gemeinde mit über 1200 Einwohnern im Westen des Landes Brandenburg. Die Gemeinde entstand am 1. Juli 1950 durch den Zusammenschluss der vier Gemeinden Altbensdorf, Neubensdorf, Woltersdorf und Vehlen. Der Name geht auf das bis zur Gründung Neubensdorfs im frühen 19. Jahrhundert Bensdorf genannte Altbensdorf zurück. Die Gemeinde gehört zum Amt Wusterwitz.
Bensdorf, Vehlen und Woltersdorf wurden, soweit bekannt, erstmals im 14. Jahrhundert erwähnt. Sehenswürdigkeiten in den Orten der Gemeinde sind beispielsweise Dorfkirchen. Daneben sind einzelne Gehöfte unter Denkmalschutz gestellt. Die Wirtschaft ist im starken Maße agrarisch geprägt. Einzelne Bereiche der Gemeinde sind als Schutzgebiete ausgewiesen.

## Geografie

### Geografische Lage
Bensdorf liegt im äußersten Westen des Landes Brandenburg und des Landkreises Potsdam-Mittelmark an der Grenze zum Land Sachsen-Anhalt und zum Landkreis Jerichower Land. Die Gemeinde liegt etwa zehn Kilometer westlich der Stadt Brandenburg an der Havel, des Oberzentrums der Region und zehn Kilometer östlich der Stadt Genthin. Etwa fünfzig Kilometer östlich liegt Berlin. Weiterhin liegt Bensdorf am äußersten westlichen Rand der Metropolregion Berlin/Brandenburg. Die Gemeinde hat eine Fläche von über 34 Quadratkilometern. Der höchstgelegene Punkt der Gemeinde ist mit 71,8 Metern die Hügelkuppe der eiszeitlich gebildeten Vehlenschen Berge, der tiefstgelegene mit etwa 29 Metern befindet sich im Südosten im Uferbereich des Wendsees. Bensdorf gehört mit Wusterwitz und Rosenau zum Amt Wusterwitz.

### Gemeindegliederung, Nachbarstädte und -gemeinden
Die Gemeinde besteht aus den fünf Ortsteilen Altbensdorf, Herrenhölzer, Neubensdorf, Vehlen und Woltersdorf. Dazu kommen die Wohnplätze Dunke (historisch auch Genzhof) nördlich von Vehlen, Dorotheenhof und Neu Woltersdorf bei Woltersdorf.
Im Uhrzeigersinn grenzen an die Gemeinde Bensdorf folgende Städte, Gemeinden und Orte: im Osten die kreisfreie Stadt Brandenburg an der Havel mit ihrem Stadt- und Ortsteil Plaue, im Süden die zum Landkreis Potsdam-Mittelmark gehörende Gemeinde Wusterwitz, im Westen die zur Stadt Jerichow im Landkreis Jerichower Land gehörenden Gemarkungen Kade, Demsin und Schlagenthin und im Norden die zur Gemeinde Milower Land im Landkreis Havelland gehörende Gemarkung Nitzahn mit dem Gemeindeteil Knoblauch.

### Geologie

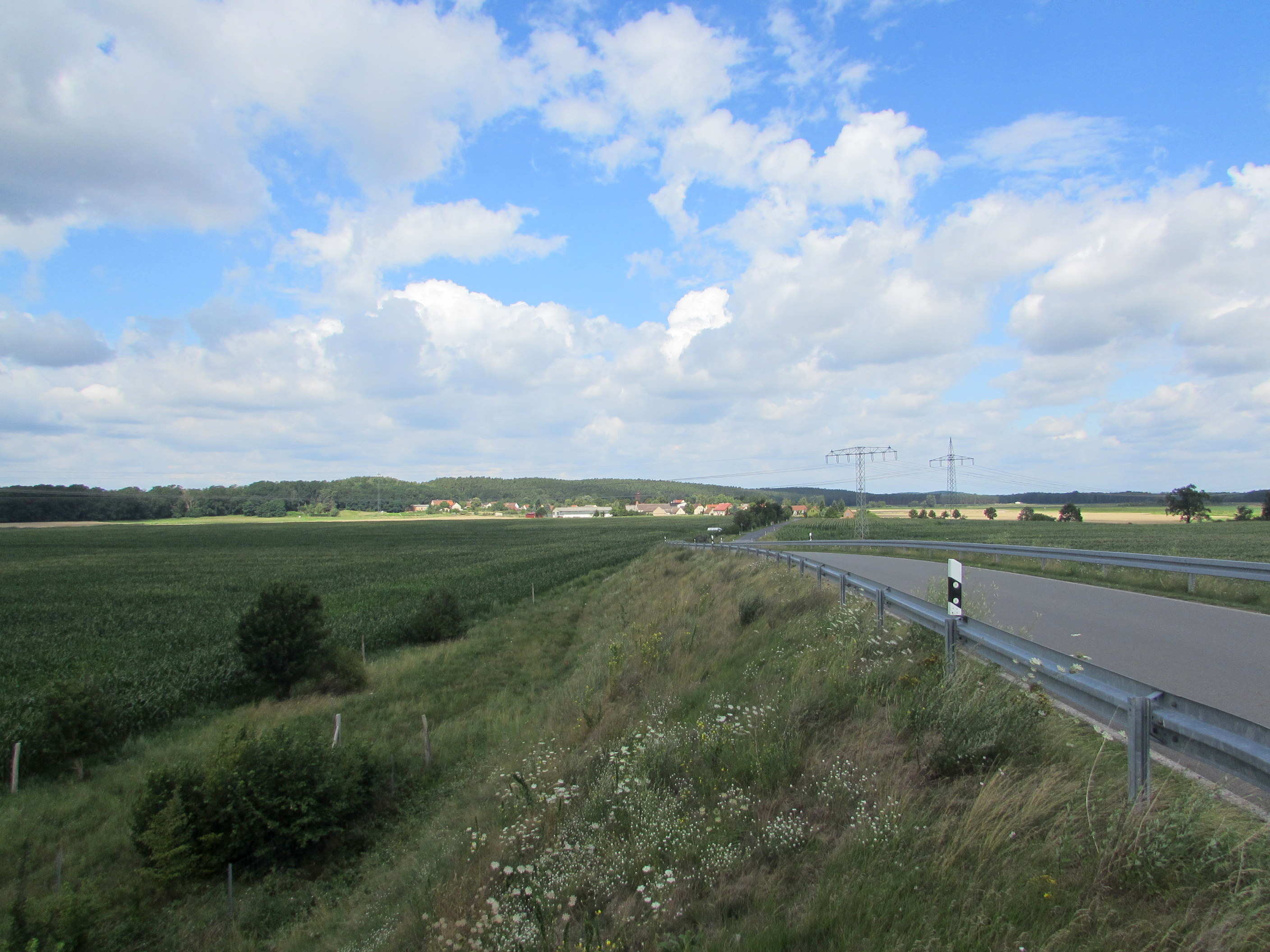
Blick auf Vehlen mit der Hügelkette der Vehlenschen Bergen im Hintergrund

Die Landschaft Bensdorfs wurde während der letzten Kaltzeit, der Weichselkaltzeit, durch Vorschübe des Inlandeises von Skandinavien her geprägt beziehungsweise überformt. Die in Nord-Nordwest-Süd-Südost-Ausrichtung etwa 2,5 Kilometer lange Hügelkette der Vehlenschen Berge, die das Vor- und Hinterland um zwanzig bis vierzig Meter überragen, und der südlich von ihnen liegende 57 Meter hohe Weinberg markieren die Eisrandlage 1b der Brandenburg-Phase, die zweite hinter der Haupteisrandlage. Überschiebungen, Steilstellungen, Falten und Zerscherungen als Einengungsstrukturen belegen und bestimmen den Charakter der Vehlenschen Berge als Stauchmoräne. Es gibt Sande, Kiese und Gerölle. Die Bergflanke ist mit Geschiebemergel bedeckt. Östlich der Vehlenschen Berge weisen feinsandige Sedimente und Bänderschluffe auf einen ehemaligen Schmelzwassersee am Eisrand hin.

### Böden
Die Böden sind typisch für eiszeitlich geprägte Landschaften. Weite Bereiche sind von Gleyen und Gley-Braunerden geprägt. Der Höhenzug der Vehlenschen Berge ist mit Braunerde bedeckt. Zwischen Alt- und Neubensdorf, nördlich von Altbensdorf und im Südosten zum Wendsee gibt es kleinere Flächen mit Podsol-Braunerde. Podsole sind auf einem Streifen im Süden, auf einer Fläche im Westen zum Land Sachsen-Anhalt hin und auf einem kleinen Bereich im Nordosten zu finden. Zwischen den Vehlenschen Bergen und dem Weinberg, nördlich von Woltersdorf und im Osten herrscht Anmoorgley vor. Erdniedermoore gibt es an verschiedenen Stellen auf den Gemeindeflächen. Bei Herrenhölzer gibt es ein kleines Areal mit Kalkgley, im äußersten Norden bei Dunke eines mit Auengley und unmittelbar westlich der Vehlenschen Berge eines mit Fahlerde. Nur dem geringeren Teil der Gemeindeflächen wird ein hohes oder sehr hohes Ertragspotential zugeschrieben. Ein sehr hohes Ertragspotential hat nur ein kleiner Bereich bei Dunke. Ein hohes Ertragspotential haben in erster Linie die Bereiche mit Kalkgley, Podsolen und ein Teil der Erdniedermoore.

### Gewässer
Die Gewässer in der Gemeinde sind in erster Linie künstlich angelegte Kanäle und Entwässerungsgräben. Im Süden befinden sich der Woltersdorfer Altkanal (WAK) als östlicher Teil des Plauer Kanals und der Elbe-Havel-Kanal. Der Plauer Kanal war eine Wasserstraße, die von 1743 bis 1745 auf Weisung Friedrichs II. zwischen dem Havelsee Wendsee, der Stremme und der Ihle, zur Elbe angelegt wurde. Hintergrund war die Verkürzung des Fahrtwegs zwischen Berlin und Magdeburg um eine Strecke von etwa 150 Kilometern und das Umfahren eines Teils der Elbe mit ihrer starken Strömung. Bedeutendes Ziel der Schifffahrt jener Zeit waren in der Nähe Magdeburgs die Salzlagerstätten bei Schönebeck (Elbe). Weiterhin hatte der Kanal eine große Bedeutung bei der Erschließung von Torflagerstätten im Fiener Bruch. Nachdem der Kanal nicht mehr den Anforderungen der Schifffahrt entsprach und die Grenze seiner Leistungsfähigkeit erreicht war, wurde 1920 ein Gesetz zum Bau des Elbe-Havel-Kanals verabschiedet. Dieser Kanalbau wurde bis 1938 unter Nutzung weiterer Abschnitte des Plauer Kanals fertiggestellt. Nicht Teil des Neubaus war der Woltersdorfer Altkanal südlich von Woltersdorf. Stattdessen wurde in gerader Streckenführung ein Durchstich zum Wendsee geschaffen. Dort wurde unmittelbar auf der Gemeindegrenze zwischen Woltersdorf und Wusterwitz die Schleuse Wusterwitz errichtet. Die bestehende Plauer Schleuse im Altkanal unmittelbar hinter der Gemeindegrenze wurde zu einem Wehr umfunktioniert. Seit den 1990er Jahren wird der Schifffahrtsweg Elbe-Havel-Kanal als Verkehrsprojekt Deutsche Einheit Nr. 17 ausgebaut. Die Schleuse Wusterwitz wurde erneuert. Der Elbe-Havel-Kanal hat als Bundeswasserstraße die Wasserstraßenklasse IV, auf ausgebauten Strecken Vb, der Woltersdorfer Altarm, der als Liegeplatz für die Sportschifffahrt genutzt wird und von Westen befahren werden kann, die Klasse 0.

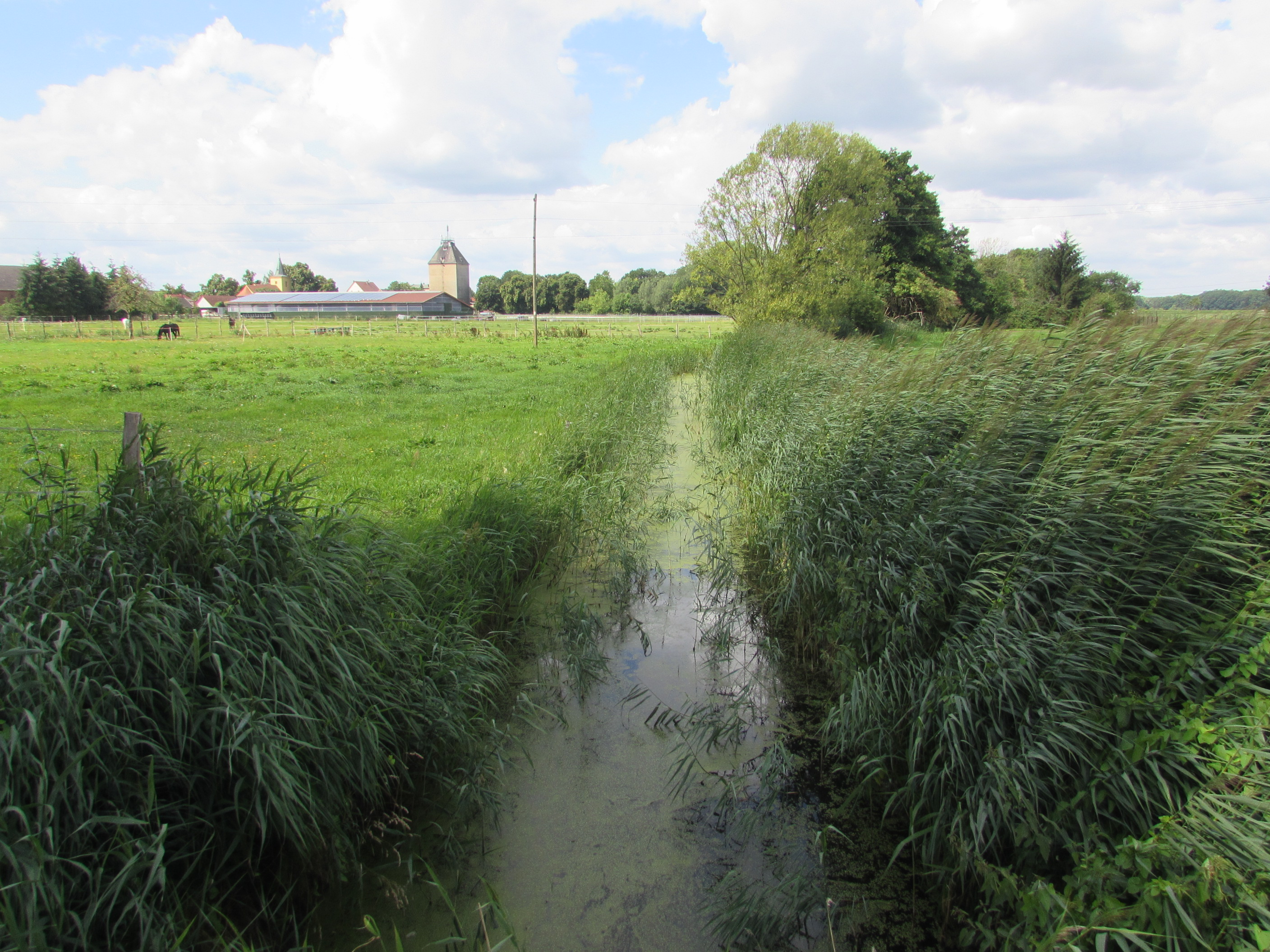
Pelzgraben bei Altbensdorf

Drei Systeme von Entwässerungsgräben gibt es in Bensdorf. Etwas nördlich der Kanäle verläuft nahezu parallel der Plauer Schleusengraben, der mit seinen Stichgräben den Bereich entwässert. Der Graben beginnt westlich von Herrenhölzer, fließt südlich am Weinberg vorbei, zwischen Herrenhölzer und Neubensdorf und kurz unmittelbar südlich an Woltersdorf vorbei nach Osten. Er mündet etwa 150 Meter nördlich des Woltersdorfer Altkanals in den Wendsee ein. Das Grabensystem des Plauer Schleusengrabens wird im Gemeindegebiet über insgesamt sechs Wehre gesteuert. Nur 200 Meter nördlich des Schleusengrabens beginnt der Pelzgraben. Dieser fließt in ostnordöstlicher Richtung zunächst zwischen Weinberg und Vehlenschen Bergen. Im weiteren Verlauf führt er unmittelbar nördlich an Altbensdorf vorbei, ehe er in das Stadtgebiet Brandenburg an der Havel abfließt. Bei Neu Plaue mündet er direkt in die Havel ein. Das System des Pelzgrabens wird in Bensdorf ebenfalls über sechs Wehre gesteuert. Das dritte Grabensystem ist das des Königsgrabens und des Vehlener Hauptgrabens. Der Vehlener Hauptgraben beginnt östlich Vehlens und fließt nach Norden ab. Im ehemaligen Feuchtgebiet nordöstlich Vehlens nimmt er eine Vielzahl seitlicher Stichkanäle auf. Er bildet dabei über etwa anderthalb Kilometer die Grenze zwischen den Landkreisen Potsdam-Mittelmark und Havelland. Bei Dunke mündet der Vehlener Hauptgraben direkt auf der Landesgrenze zu Sachsen-Anhalt in den Königsgraben ein. Dieser beginnt südlich Schlagenthins in Sachsen-Anhalt. Nach etwa drei Kilometern bildet er für fast zwei Kilometer die Landesgrenze zwischen Brandenburg und Sachsen-Anhalt. Im Havelland mündet der Königsgraben als Schlagenthiner Königsgraben bei Milow in die Havel.

## Geschichte

### Ur- und Frühgeschichte
Anhand verschiedener archäologischer Funde ist eine Besiedlung des Gemeindegebietes Bensdorfs bereits für die ur- und frühgeschichtliche Zeit belegt. Bei Kanalbauarbeiten südlich von Woltersdorf wurden mehrere Siedlungsreste gefunden, die in die neolithische Zeit datiert werden konnten. Beispielsweise wurde ein urgeschichtliches Gräberfeld gesichert und ein neolithisches Brandgrab 2005 bis 2006 dokumentiert. Weitere Siedlungsfunde stammen aus der Bronzezeit.
In seinem Werk Germania beschrieb Tacitus die Gegend östlich der Elbe bis an die Oder als Siedlungsgebiet des suebischen Stamms der Semnonen. Bis auf wenige Restgruppen verließen diese noch vor oder spätestens während der Zeit der Völkerwanderung ab dem 3. beziehungsweise 4. Jahrhundert ihr altes Siedlungsgebiet an der Havel in Richtung des Rheins. Ab dem 5. beziehungsweise im 6. Jahrhundert kam die germanische Siedlungstätigkeit weitgehend zum Erliegen. Ab dieser Zeit bis ins 8. Jahrhundert liegen nur wenige archäologische Funde vor. Anfang des 8. Jahrhunderts wanderten Slawen in das nach der Abwanderung der Germanen weitgehend siedlungsleere Gebiet ein. Reste der Germanen gingen in der slawischen Mehrheitsbevölkerung auf.

### Mittelalter und Neuzeit bis 18.Jahrhundert
Im 10. Jahrhundert kam das Gebiet Bensdorfs erstmals und 1157 dauerhaft unter deutsche Herrschaft. Zwischenzeitlich stand das Land nach einem Aufstand 983 nochmals für fast 200 Jahre unter slawischer Oberherrschaft.
Erste schriftliche Erwähnungen stammen aus der zweiten Hälfte des 14. Jahrhunderts. Bensdorf wurde 1363 als „Bentsdorp“ und 1475 als „Bentczendorf“ genannt. Nur kurze Zeit später wurden auch Woltersdorf („Woltersdorp“) und Vehlen („Velem“) erstmals in den Lehnsregistern des Erzstifts Magdeburg von 1368 bis 1381 erwähnt. Aufgrund dieser Lehnsregister gehörte Bensdorf als Lehen einem „Heyso von Krakow“ und Woltersdorf zwei Mitgliedern der Familie von Sandow, die ihren Sitz in der östlich an der Havel gelegenen Burg Plaue hatten. Seit dem späten Mittelalter gab es in Bensdorf zwei Rittergüter.
Seit dem 16. Jahrhundert gelangte das Erzstift Magdeburg, zu dem die Orte gehörten, zunehmend unter brandenburgischen Einfluss. Zur Mitte dieses Jahrhunderts war die Familie von Britzke Besitzer beider Güter in Bensdorf und des Dorfes mit allen Rechten. Die Familie hatte auch das Kirchenpatronat für die seit dem frühen 16. Jahrhundert nachgewiesene Pfarrkirche inne. Woltersdorf mit einem Rittergut und dem Kirchenpatronat war im Besitz der auf dem Rittergut Rogäsen ansässigen Familie von Werder. Die Kirche war Filialkirche der Kirche in Plaue. In den 1560er Jahren wurde im Erzstift Magdeburg die Reformation eingeführt.
Im Dreißigjährigen Krieg zogen im Sommer 1631 die Schweden unter ihrem König Gustav II. Adolf durch die Gegend zwischen Havel und Elbe. Dabei kam es zu Zerstörungen und Plünderungen. In der Folge gab es große Hungersnöte. Durch sie und die Pest starb ein großer Teil der Bevölkerung. 1650, zwei Jahre nach dem Ende des Krieges, waren beispielsweise in Bensdorf von vormals 21 Haushalten mit durchschnittlich etwa zehn Personen nur noch zehn übriggeblieben. Als Ergebnis des Westfälischen Friedens von 1648, der das Ende des Dreißigjährigen Krieges bedeutete, fielen das Erzstift Magdeburg und mit ihm Bensdorf, Woltersdorf und Vehlen nach dem Tod des letzten Administrators 1680 als Herzogtum Magdeburg endgültig an das Kurfürstentum Brandenburg, das 1701 durch Standeserhöhung Herzstück des Königreichs Preußen wurde.

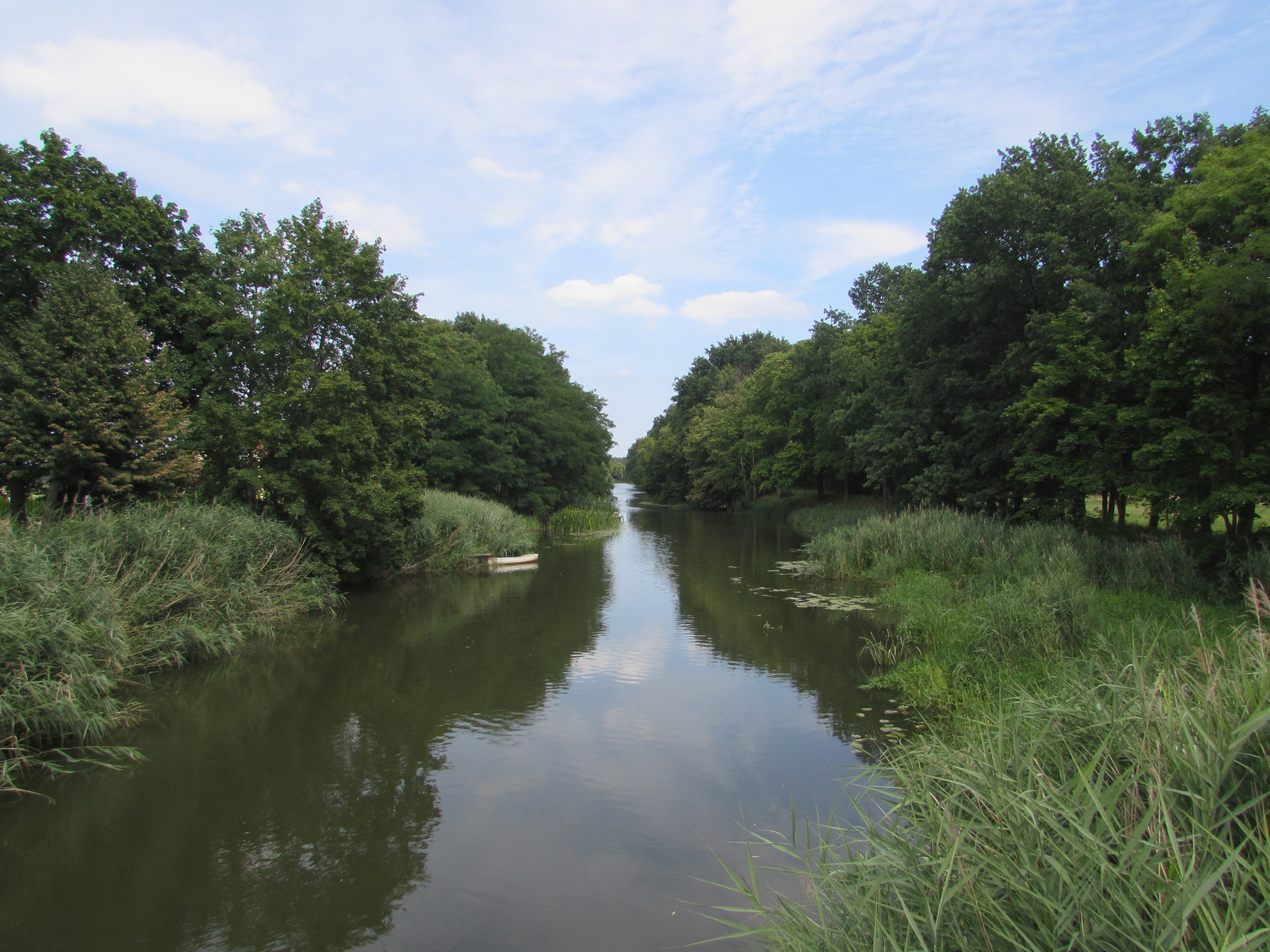
Woltersdorfer Altkanal, Teil des im 18. Jahrhundert angelegten Plauer Kanals

Im Jahr 1735 erwarb die Familie von Schlabrendorf eines der beiden Rittergüter in Bensdorf. Ebenfalls im 18. Jahrhundert wurde südlich Bensdorfs Herrenhölzer als Vorwerk angelegt. Das Gut gehörte der Familie von Görne zu Möser. Kirchenrechtlich war es der Pfarre Woltersdorf zugeordnet. Südlich der Orte Herrenhölzer und Woltersdorf wurde zwischen 1743 und 1746 eine künstliche Wasserstraße, der Plauer Kanal, angelegt, der den Weg zwischen den Städten Berlin und Magdeburg deutlich verkürzte. 1782 lebten in Vehlen 148, in Bensdorf 254, in Woltersdorf 199 und in Herrenhölzer 26 Menschen. Die Einwohner Vehlens waren entweder Untertanen des Amtes Altenplathow oder der Herrenfamilie von Hüncke, die auf dem Rittergut Möthlitz ihren Sitz hatte. Beim Ort stand eine Mühle. Das Vehlener Kirchenpatronat hatten zu dieser Zeit die Bensdorfer Gutsbesitzerfamilien von Britzke und von Schlabendorf inne.

### 19. Jahrhundert

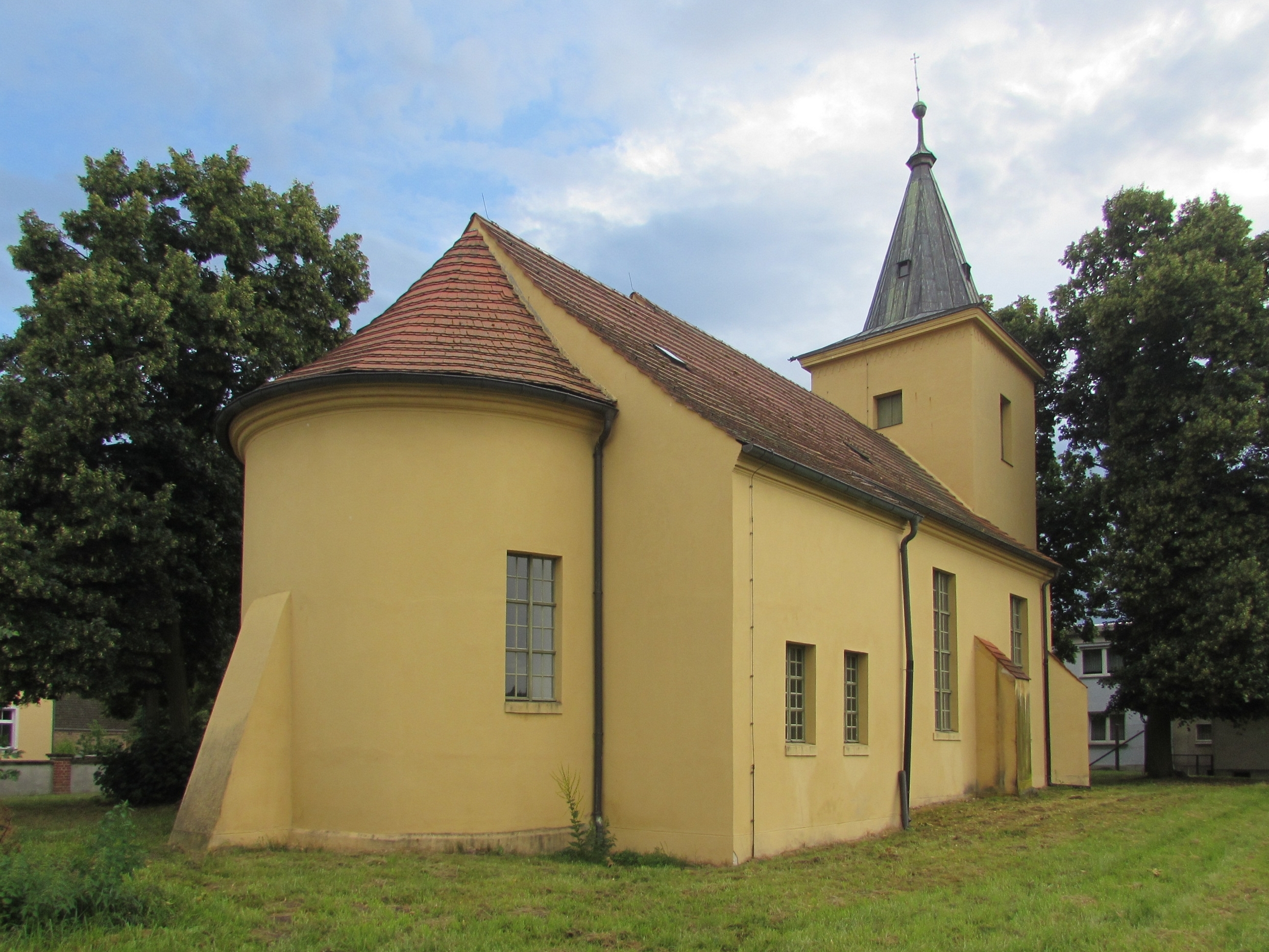
Nach dem Brand 1810 zerstörte und anschließend wieder aufgebaute Dorfkirche Altbensdorf

Anfang des 19. Jahrhunderts wurde der Gutsbezirk Herrenhölzer selbstständig. 1810 ereignete sich in Bensdorf ein Großbrand, der das Dorf zu weiten Teilen zerstörte. Im selben Jahr wurde die Preußische Agrarverfassung geändert und die Leibeigenschaft, die Gutsuntertänigkeit, aufgehoben. Weiterhin kam es zu einer Separation, in deren Folge die alten Güter teilweise neu parzelliert wurden. Die Gemeinde Woltersdorf kaufte der Familie von Werder das Rittergut ab. Das ehemalige Gut der Familie von Schlabendorf in Bensdorf gehörte gegen 1820 einem Amtmann Susemiehl, das in Herrenhölzer einem Gastwirt Buße aus Brandenburg an der Havel, der es von der Familie von Görne abgekauft hatte. Bensdorf hatte zehn Jahre nach dem Großbrand etwa 170 Einwohner, in Vehlen lebten 152 Menschen. Das Vehlensche Kirchenpatronat war auf den Herren von Hünecke auf Möthlitz übergegangen. Der zu Vehlen gehörende „Genzenhof“ wurde als durch Separation gebildeter Ackerhof der Erben des Schulzen Genz mit 10 Einwohnern erwähnt. In Woltersdorf wurden 144 Einwohner gezählt.
Nach dem Sieg in den Befreiungskriegen über das napoleonische Frankreich und den damit zusammenhängenden politischen und geografischen Veränderungen waren 1815 im Königreich Preußen Provinzen gebildet worden. Das vormalige Herzogtum Magdeburg war in der neuen preußischen Provinz Sachsen aufgegangen. Ein Jahr später wurden der Jerichow II gebildet, dem die vorher zum Jerichowschen Kreis gehörenden Dörfer angeschlossen wurden.

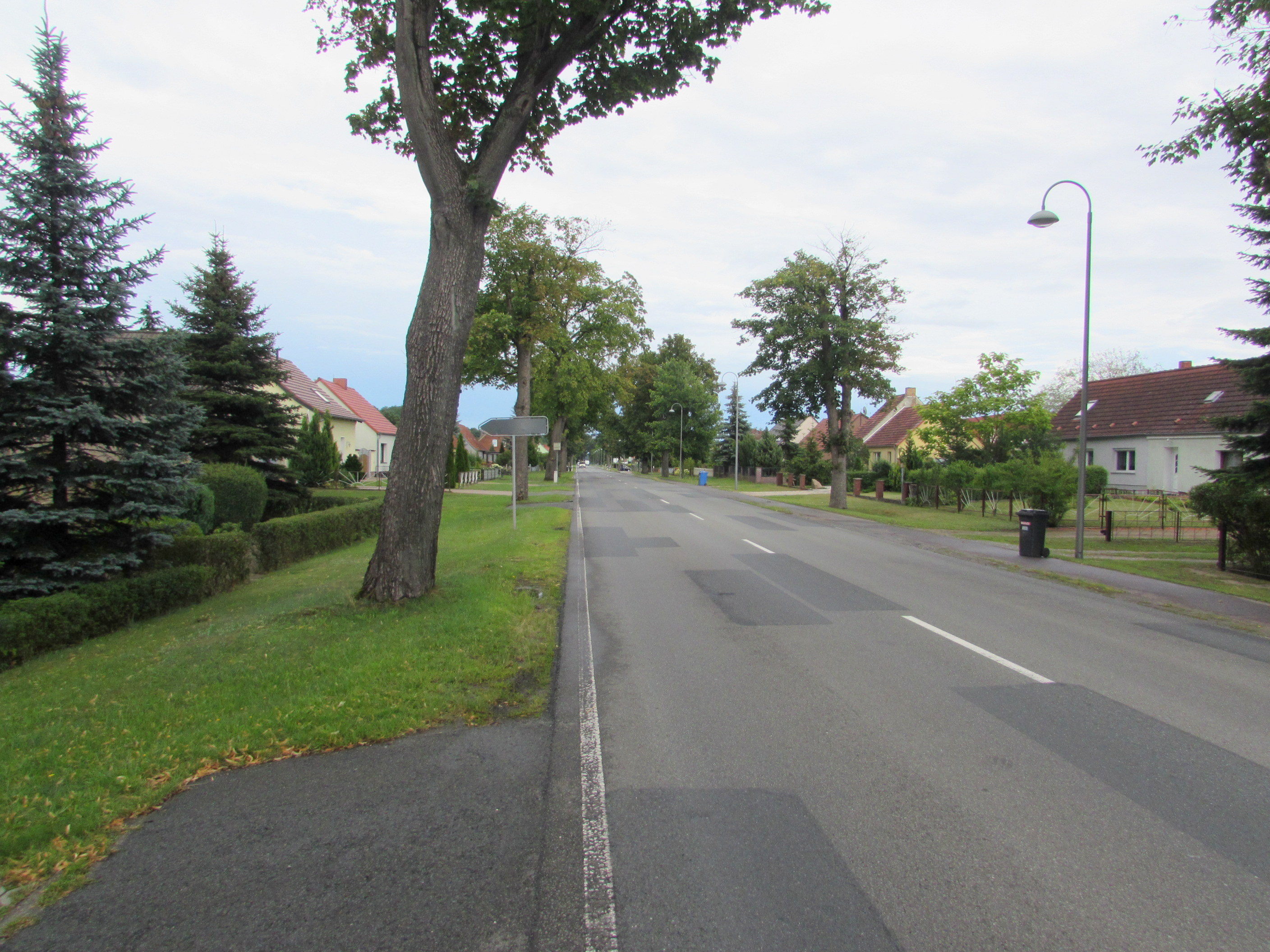
Ab 1823 an der Berliner Chaussee (seit 1990 Bundesstraße 1) errichtetes Straßendorf Neubensdorf

1817 bis 1823 wurde die zwischen Bensdorf und Woltersdorf führende bedeutende Fernstraße als Chaussee ausgebaut. Diese Straße war die Hauptverbindung zwischen Berlin über Brandenburg an der Havel nach Magdeburg und eine tägliche Schnellpostkutsche verkehrte auf ihr. Ein Kaufmann aus dem nahe gelegenen Plaue erwarb die kleine Heide, einen Teil der ehemals zum Bensdorfer Rittergut der Familie von Britzke gehörenden Ländereien direkt an der Berliner Chaussee. Er ließ an der Fernstraße, die in ihrem Verlauf der Bundesstraße 1 entspricht, ab 1823 die Siedlung Neubensdorf errichten. Das vorbestehende mittelalterliche Bensdorf wurde in diesem Zusammenhang in Altbensdorf umbenannt. Zur Mitte des 19. Jahrhunderts hatte Altbensdorf eine eigene Schule und es gab zwei Windmühlen und eine Brennerei im Dorf. In Woltersdorf waren 34 Haushalte ansässig und es gab ebenfalls eine Schule und eine Windmühle. Weiterhin gehörte ein Brückenwärterhaus am Plauer Kanal zum Ort.

### 20. und 21. Jahrhundert

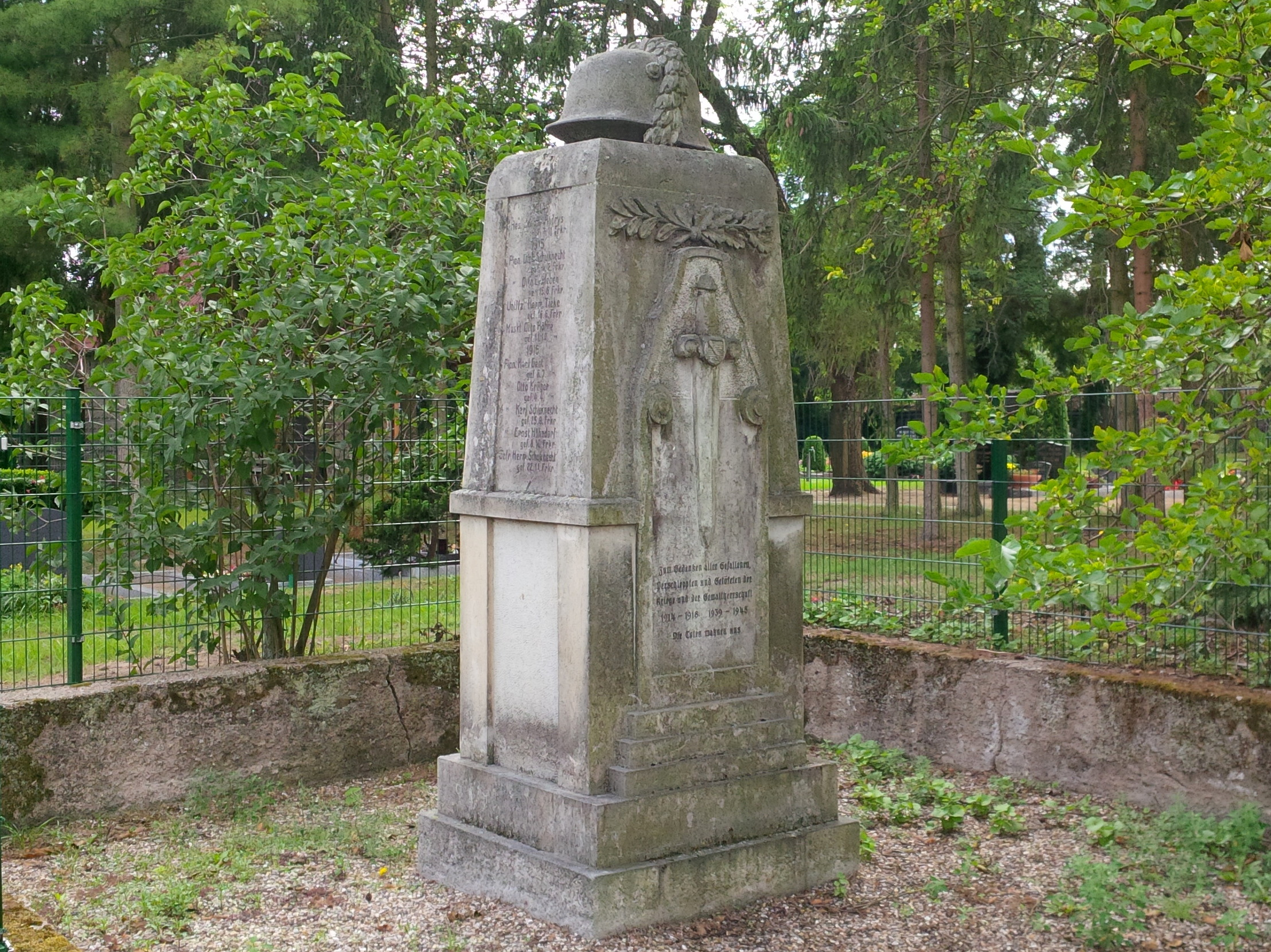
Kriegerdenkmal in Neubensdorf für die im Ersten Weltkrieg gefallenen Dorfbewohner

Im Ersten Weltkrieg zwischen 1914 und 1918 verloren mehr als 60 Bewohner der Dörfer als Soldaten ihr Leben. Offiziell belegt sind 24 Gefallene aus Altbensdorf, 19 aus Neubensdorf, 11 Woltersdorfer und 7 Vehlener.
Am 30. September 1928 wurde der Gutsbezirk Herrenhölzer mit der Landgemeinde Neubensdorf vereinigt.
Die Chaussee von Berlin nach Magdeburg wurde 1934 zu einem Teilstück der neuen Reichsstraße 1, der wichtigsten Ost-West-Verbindung. Weiterhin begann man in den 1930er Jahren den Bau des Elbe-Havel-Kanals. Über weite Strecken wurde der bestehende Plauer Kanal in das Neubauprojekt integriert. Südlich des in der Gemeinde Woltersdorf liegenden Teils des Plauer Kanals wurde jedoch in Richtung Wendsee eine abweichende, eine gerade Streckenführung, die etwa der südlichen Gemeindegrenze folgte, gewählt. Der so entstandene Woltersdorfer Altkanal verlor seine Bedeutung und Funktion und wurde von der Berufsschifffahrt nur noch als Winterliegeplatz genutzt. Im neu gebauten Kanalabschnitt des Elbe-Havel-Kanals wurde auf der Gemeindegrenze zwischen Woltersdorf und Wusterwitz die Schleuse Wusterwitz errichtet. Eine Schiffswerft siedelte sich am Kanal bei Woltersdorf an. Die Einwohnerzahl des Ortes stieg bis 1939 auf 610. Altbensdorf hatte 592 Bewohner.
Erste unmittelbar spürbare Folge des Zweiten Weltkriegs war die Rationierung der Lebensmittel, die unmittelbar nach Kriegsbeginn begann. Im Krieg verloren viele Einwohner ihr Leben. Am 17. September 1943 fielen erstmals Bomben auf das Gebiet der Gemeinde Altbensdorf. Weiterhin kam es zu mehreren Abstürzen deutscher, der Flugplatz Brandenburg-Briest lag nur etwa sechs Kilometer östlich, und Amerikanischer Kampfflugzeuge in oder bei den Dörfern. Am 5. April 1945 erreichte die Rote Armee von Norden kommend die Dörfer. Die Nacht zuvor hatten sich die letzten SS-Verbände zurückgezogen, sodass die Dörfer kampflos übergeben werden konnten.
Nach Kriegsende 1945 lagen die Orte in der Sowjetischen Besatzungszone. Durch Zuzügler und Heimatvertriebene war die Bevölkerung auf den Dörfern innerhalb einer sehr kurzen Zeit stark angestiegen. So lebten unmittelbar vor Kriegsausbruch kumuliert 1860 Menschen und unmittelbar danach, 1946, trotz vieler Gefallener Dorfbewohner 2284 Menschen auf den Dörfern. Die Orte wurden 1946 dem neu gegründeten Sachsen-Anhalt angegliedert.
Im Zuge der Bodenreform in der Sowjetischen Besatzungszone ab 1945 wurden über 100 Hektar Landbesitz, dies betraf vorrangig die Gutsbesitzer, enteignet. Bodenreformland wurde beispielsweise in Altbensdorf ein Gut mit 168 Hektar und in Herrenhölzer das ehemalige Rittergut mit 448 Hektar. Aus Neubensdorf, Vehlen und Woltersdorf sind aufgrund der vorbestehenden kleinteiligeren Strukturen keine Enteignungen im Zuge der Landreform bekannt. Die Flächen in Altbensdorf wurden unter landloser und landarmer Bevölkerung aufgeteilt. Mehrere Neubauern siedelten sich dauerhaft an. Das Rittergut Herrenhölzer wurde wenn überhaupt nur teilweise aufgeteilt. Der größte Anteil wurde zu einem staatseigenen, später Volkseigenen Gut (VEG). Daneben wurde beispielsweise dem Altbensdorfer Müller Erich Sengespeick die Mühle enteignet.
Am 20. Juli 1950 wurden die bis dahin eigenständigen Gemeinden Altbensdorf, Neubensdorf, Vehlen und Woltersdorf zur neuen Gemeinde Bensdorf zusammengeschlossen.
Im Jahr 1952 wurde in der 1949 auf dem Gebiet der Sowjetischen Besatzungszone gegründeten DDR eine Verwaltungsreform durchgeführt. Die bestehenden Länder löste man auf und bildete statt derer Bezirke. In diesem Zusammenhang erfolgte auch eine Kreisgebietsreform, die zur Auflösung der bestehenden Kreise und zu Umstrukturierungen beziehungsweise Neuordnungen führte. Jerichow II, zu dem die Orte bis dahin gehörten, wurden aufgelöst, die Gemeinden in den neuen Kreis Brandenburg (Land) im Bezirk Potsdam integriert.
In den 1950er Jahren gründeten Bauern in den Gemeinden auf staatliche Anordnung die ersten Landwirtschaftlichen Produktionsgenossenschaften (LPG). So wurden eine LPG „Frieden“ vom Typ III, bei diesem Typ wurde der gesamte landwirtschaftliche Betrieb mit Flächen, Vieh und Gerätschaften integriert, in Bensdorf gegründet. Daneben gab es in den Ortsteilen noch LPG vom Typ I, bei denen nur landwirtschaftliche Produktionsflächen in die Genossenschaft gingen. So wurden als LPG vom Typ I die LPG „Heideland“ in Altbensdorf und die LPG „Heimattreue“ in Woltersdorf gegründet. Diese wurden in den 1960er Jahren von der LPG „Frieden“ übernommen. Zu dieser Zeit bewirtschaftete die Bensdorfer LPG eine Fläche von 810 Hektar. Das Volkseigene Gut Herrenhölzer bewirtschaftete 1960 270 Hektar Anbaufläche. 66 Personen arbeiteten auf dem Gut. In den 1970er Jahren entstand aus den Pflanzenproduktionen der LPG der Umgebung zwischenzeitlich eine Kooperative Abteilung Pflanzenproduktion. Nur wenige Jahre später löste man diese wieder auf und gründete die LPG Pflanzenproduktion Bensdorf mit vier Brigaden in Altbensdorf, Neubensdorf, Vehlen und Woltersdorf. In dieser LPG waren 1989 etwa 140 Menschen beschäftigt. Die LPG „Frieden“, der die Tierproduktion geblieben war, hatte 120 Beschäftigte.

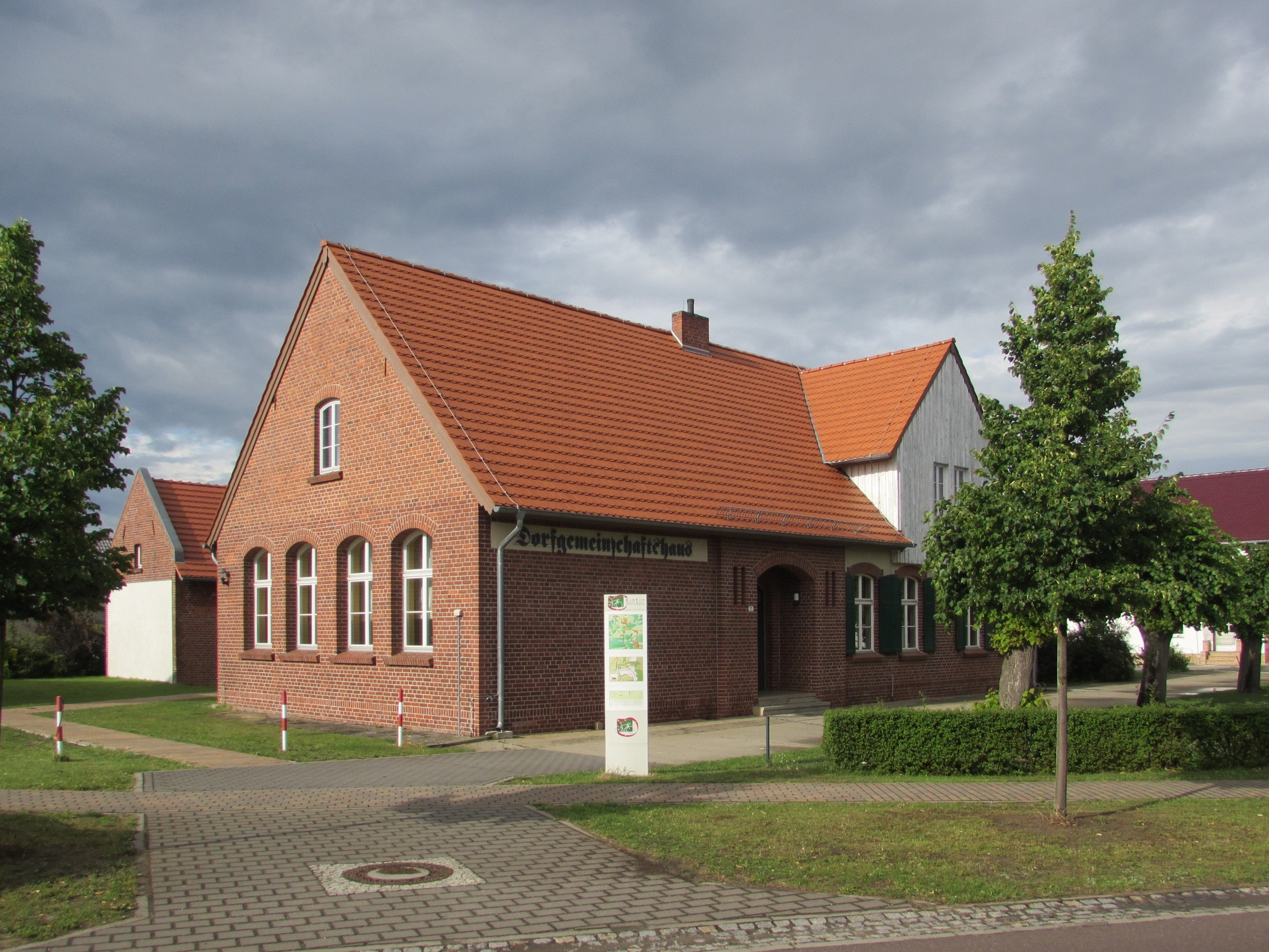
1906 errichtetes Schulhaus von Altbensdorf

Die Schulen der Dörfer wurden ab 1950 in einem sogenannten Schulkombinat zusammengelegt. In den vier Schulhäusern wurden jeweils verschiedene Jahrgänge unterrichtet. So wurden die ersten beiden Klassen für Altbensdorf, Neubensdorf und Woltersdorf im Schulgebäude in Neubensdorf, die 3. und 4. Klasse in Woltersdorf unterrichtet. Die Vehlener Schüler blieben die vier Jahre zunächst im eigenen Ort. Die 5. bis 8. Klassen wurden schließlich für alle vier Orte in Altbensdorf unterrichtet. Ab 1960 gingen Schüler der 9. und der 10. Klasse in Wusterwitz zur Schule. In Wusterwitz wurde zum Schuljahr 1971/72 eine neue Polytechnische Oberschule errichtet, in der fortan die Schüler ab der 5. Klasse unterrichtet wurden. Die 1906 gebaute Altbensdorfer Schule war in der Folge Schule der Klassen 1 bis 4.
Nach der Wende und der friedlichen Revolution in der DDR kam es zu weiteren tiefgreifenden Veränderungen. Noch 1990 wurden die Bezirke aufgelöst und die Länder erneuert. Bensdorf kam wie der gesamte Bezirk Potsdam zu Brandenburg. Wenig später trat die DDR der Bundesrepublik Deutschland bei. Noch im selben Jahr wurden die LPG aufgelöst beziehungsweise in andere Rechtsformen überführt. Das Volkseigene Gut in Herrenhölzer wurde verkauft und 1992 das Amt Wusterwitz gebildet. Ein Jahr später, 1993, ging der Landkreis Brandenburg im neu gegründeten Landkreis Potsdam-Mittelmark auf. Trotz einer starken Abwanderung profitierte die Gemeinde auch von der Suburbanisierung der Stadt Brandenburg an der Havel. So entstanden neue Wohnanlagen mit Ein- und Mehrfamilienhäusern. Dennoch wurde aufgrund der geringen Geburtenzahlen der Nachwendezeit und entsprechend der wenigen Schüler im Jahr 1997 die Grundschule in Altbensdorf geschlossen. 2004 wurde eine Kraftfahrstraße als Zubringer zur Bundesautobahn 2 im Westen der Gemeinde eröffnet.

### Gemeinde- und Ortsnamen
Der Name Bensdorf wird als ein mittelalterlicher deutscher interpretiert. Es wird angenommen, dass er auf eine Person namens Benzo, eine Kurzform des Namens Bernhard, zurückgeht. Bensdorf wäre demnach das Dorf des Bernhards beziehungsweise ein Dorf, in dem ein Bernhard wohnt(e). In den ersten schriftlichen Erwähnungen wurde Bensdorf „Bentsdorp“ beziehungsweise „Bentczendorf“ geschrieben. Im 19. Jahrhundert wurde nach Gründung der Siedlung Neubensdorf an der Berliner Chaussee das vorbestehende mittelalterliche Dorf Bensdorf in Altbensdorf oder Alt-Bensdorf umbenannt. Die 1952 durch die Vereinigung mehrerer Dörfer gegründete Gemeinde erhielt wiederum den alten Namen Bensdorf.
Woltersdorf ist ebenfalls ein deutscher Ortsname. Der Name geht auf eine Person namens Wolter, die niederdeutsche Form für Walter, zurück. Woltersdorf war demnach das Dorf des Walters beziehungsweise ein Dorf, in dem ein Walter wohnt(e). In seiner ersten schriftlichen Erwähnung wurde Woltersdorf als „Wolterstorp“ geschrieben.
Vehlen ist als einziger Ortsname wahrscheinlich slawischen Ursprungs. Es wird angenommen, dass der Name auf den Personennamen Welim zurückgeht, und dass somit dessen Wohnstätte beschrieben wäre. In seinen frühen Erwähnungen wurde das Dorf „Velem“ und „Ffelim“ geschrieben.
Jüngerer Genese ist der deutsche Ortsname Herrenhölzer. Dieser Name geht wahrscheinlich auf einen alten Flurnamen aus dem 16. Jahrhundert zurück. So wurde 1577 eine Weide „Herrn Holtzunge“ beschrieben. Man geht davon aus, dass sich Herren beziehungsweise Herrn aus dem niederländischen Heren für Hagebuche entwickelte. Herrenhölzer wäre demnach ein Hagebuchenwald. Das Vorwerk wurde erstmals im 18. Jahrhundert erwähnt.

## Bevölkerungsentwicklung
1782, vor der Industrialisierung, lebten in den Dörfern Bensdorf, Vehlen und Woltersdorf und auf dem Gutsbezirk Herrenhölzer zusammen 627 Einwohner. In den folgenden Jahrzehnten wuchs die Bevölkerung in starkem Maße an, sodass sich die Einwohnerzahl bis 1890 mehr als verdoppelt hatte. Die Bevölkerung nahm auch weiterhin bis in die 1940er Jahre zu. Ihr Allzeithoch hatten die Orte 1946 unmittelbar nach dem Zweiten Weltkrieg durch den Zuzug von Heimatvertriebenen aus den Gebieten östlich der Oder beziehungsweise dem Sudetenland. Bereits in den 1950er Jahren kam es durch Wegzug und Überalterung zu einer starken Abnahme der Bevölkerung. In den 1980er Jahren verlangsamte sich der Bevölkerungsverlust. Aufgrund der Errichtung neuer Wohnungen und von Einfamilienhäusern profitierte Bensdorf von der Suburbanisierung der Stadt Brandenburg an der Havel.
| Jahr | Einwohner |
| ---- | --------- |
| 1950 | 2.276     |
| 1964 | 1.682     |
| 1971 | 1.493     |
| 1981 | 1.231     |
| 1985 | 1.208     |

| Jahr | Einwohner |
| ---- | --------- |
| 1990 | 1.191     |
| 1995 | 1.138     |
| 2000 | 1.411     |
| 2005 | 1.368     |
| 2010 | 1.240     |
| 2015 | 1.235     |

| Jahr | Einwohner |
| ---- | --------- |
| 2020 | 1.235     |
| 2021 | 1.252     |
| 2022 | 1.261     |
| 2023 | 1.242     |
| 2024 | 1.232     |

Gebietsstand des jeweiligen Jahres, Einwohnerzahl: Stand 31. Dezember (ab 1991), ab 2011 auf Basis des Zensus 2011, ab 2022 auf Basis des Zensus 2022

## Politik

### Gemeindevertretung
Die Gemeindevertretung von Bensdorf besteht aus 10 Gemeindevertretern und dem ehrenamtlichen Bürgermeister. Die Kommunalwahl am 9. Juni 2024 führte bei einer Wahlbeteiligung von 71,3 % zu folgendem Ergebnis:
| Partei / Wählergruppe                             | Stimmenanteil 2019 | Sitze 2019 |        | Stimmenanteil 2024 | Sitze 2024 |
| ------------------------------------------------- | ------------------ | ---------- | ------ | ------------------ | ---------- |
| Für Bensdorf                                      | 26,8 %             | 3          | 66,0 % | 7                  |            |
| Freie Bürger und Bauern                           | 34,7 %             | 3          | 34,0 % | 3                  |            |
| Freie Wähler für Rosenau, Wusterwitz und Bensdorf | 27,2 %             | 3          | –      | –                  |            |
| Die Linke                                         | 11,3 %             | 1          | –      | –                  |            |
| Insgesamt                                         | 100 %              | 10         | 100 %  | 10                 |            |

### Bürgermeister
- 2003–2008: Udo Krüger (Für Bensdorf)[37]
- 2008–2019: Bernd König (Freie Bürger und Bauern)[38]
- seit 2019: Jens Borngräber (Für Bensdorf)

Borngräber wurde in der Bürgermeisterstichwahl am 16. Juni 2019 mit 63,1 % der gültigen Stimmen gewählt. Am 9. Juni 2024 wurde er ohne Gegenkandidat mit 86,8 % der gültigen Stimmen in seinem Amt bestätigt. Seine Amtszeit beträgt fünf Jahre.

## Sehenswürdigkeiten und Kultur

### Bauwerke

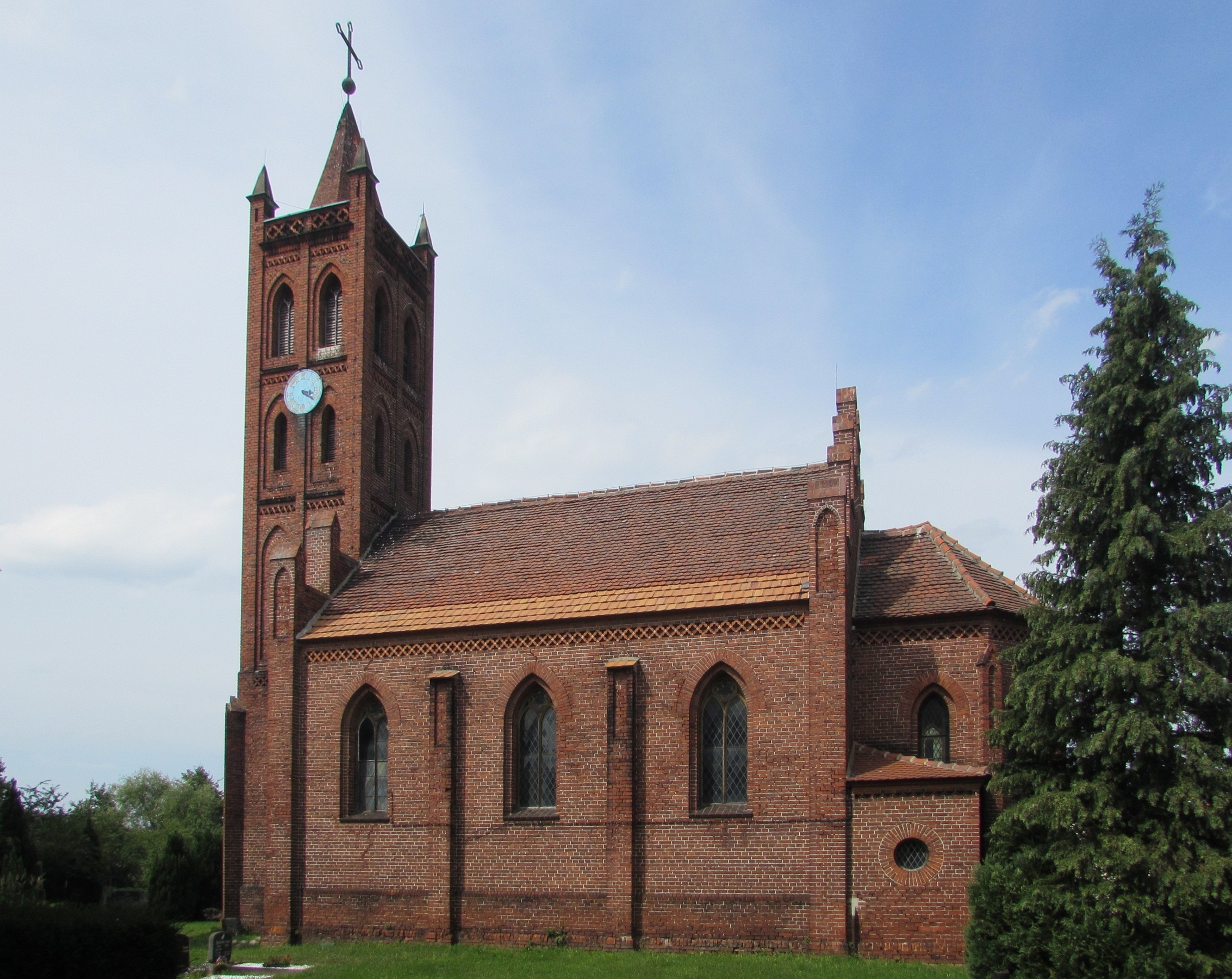
Neugotische Dorfkirche Vehlen

In der Gemeinde Bensdorf sind sechs Baudenkmale ausgewiesen. Neben diesen gibt es sehenswerte technische Bauwerke.
Die Kirchen in den Orten Altbensdorf, Vehlen und Woltersdorf wurden jeweils im 19. Jahrhundert errichtet. Die Dorfkirche Vehlen ist ein neugotischer Kirchenbau. Die Saalkirche ist unverputzt und wurde aus roten Ziegelsteinen gemauert. Die Schmuckelemente des Kirchenschiffs sind auffällige Stufengiebel mit Giebelzinnen, strebepfeilerartige Pilaster und ein gitterartig gemauerter Fries unter der Traufe. Große Spitzbogenfenster sind mit Bleiverglasungen zugesetzt. An das Schiff schließt sich nach Osten eine polygonale Apsis an. Der Turm der Kirche ist mit paarweisen Blenden, in die verschiedene Öffnungen eingearbeitet sind, gestaltet. Die einzelnen Etagen sind durch Gesimse getrennt. Daneben finden sich Lisenen als Gestaltungselemente. Der Kirchturm wurde über die Dachkante durch eine gemauerte Brüstung verlängert. Ecklisenen laufen als Zinnen aus.

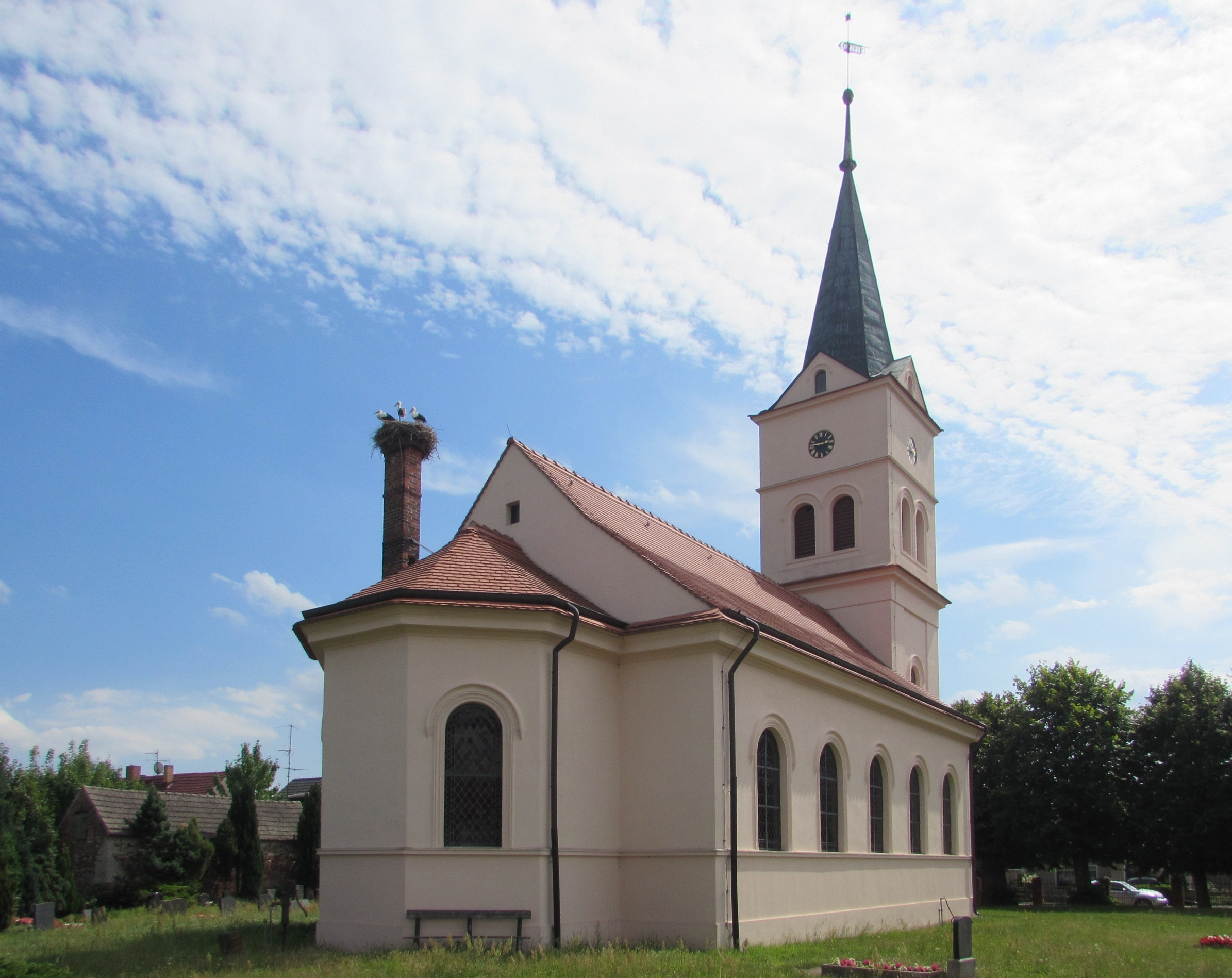
Dorfkirche Woltersdorf

Die Dorfkirche Woltersdorf wurde von 1826 bis 1827 gebaut. Baumeister des klassizistischen Kirchenbaus war ein Brandenburger Stadtbaurat von Thümen. Die Kirche ist nicht in der sonst typischen Ausrichtung von Westen nach Osten gebaut. Vielmehr befindet sich der Turm mit dem Kirchenportal im Süden und das Schiff schließt sich nach Norden an. Vierzig Jahre nach dem Bau wurde das Schiff vergrößert. In den 2000er bis in die 2010er Jahre erfolgte die letzte grundlegende Sanierung der Dorfkirche, deren Abriss 1971 diskutiert wurde. Die Kirchenfenster sind bleiverglaste Rundbogenfenster, die leicht profiliert überdacht sind. Schmuckelemente sind Gesimse, welche vor allem zwischen den Stockwerken des Turmes stärker profiliert sind. Nach Norden befindet sich eine polygonale, fünfseitige Apsis. Im Innern steht eine Orgel der Werkstatt Friedrich Wäldners. Das Altarbild zeigt die Auferstehung Jesu Christi. In der nordöstlichen Ecke des Schiffs steht ein gusseiserner Ofen mit einer dekorativen Oberflächengestaltung.
Ebenfalls aus dem 19. Jahrhundert stammt die Dorfkirche Altbensdorf. Diese Kirche ist ein nüchterner klassizistischer Bau. 1810 war es in Bensdorf zu einem Großbrand gekommen, bei dem neben einem großen Teil des Ortes auch die vorbestehende mittelalterliche Dorfkirche zerstört wurde. In der Folge fanden Gottesdienste in der Dorfschule statt. Nach dem Ende der Befreiungskriege wurde mit der Planung des Neubaus begonnen und 1819 bis 1820 der Putzbau errichtet. Die Umfassungsmauern der zerstörten Kirche integrierte man in den Neubau. So blieb die klassische Dreiteilung Kirchenschiff, Chor und Apsis erhalten. Die Fenster wurden zu Rechteckfenstern umgewandelt. Im Inneren befindet sich eine Orgel des Stendaler Orgelbaumeisters Robert Voigt aus dem Jahr 1875. An der südlichen Außenwand des Turmes wurde nach dem Ersten Weltkrieg ein mehrteiliger Gedenkstein für die 24 Gefallenen Altbensdorfs installiert.

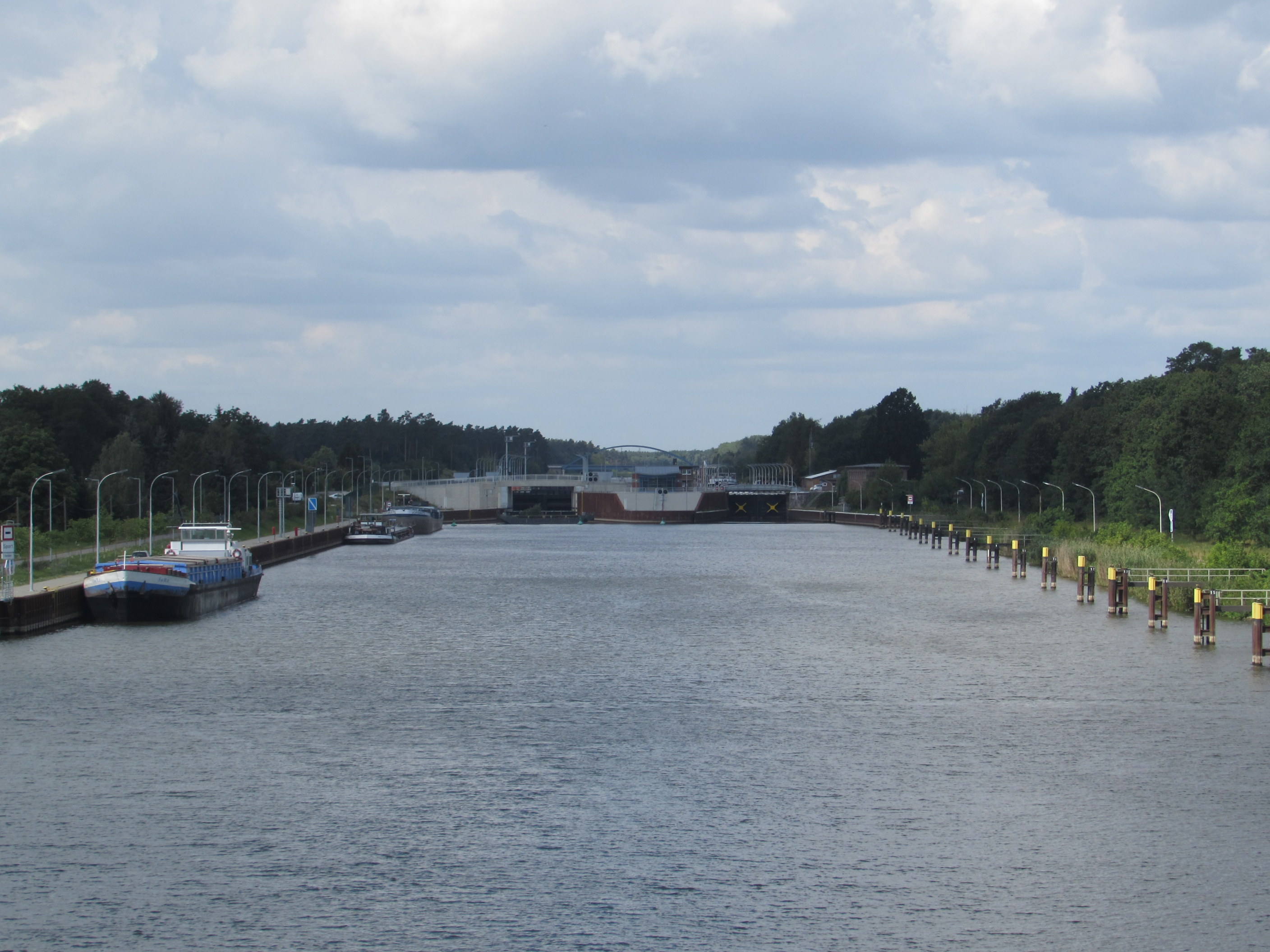
Blick von Osten auf die Schleuse Wusterwitz

Auf der Gemeindegrenze zu Wusterwitz im Verlauf des Elbe-Havel-Kanals befindet sich die Schleuse Wusterwitz. Es handelt sich um eine Doppelschleuse. Die Nordkammer wurde im Zuge des Kanalbaus von 1927 bis 1930 errichtet. Die Schleppzugschleuse hat eine Länge von 225 Meter und einer Breite von 12 Meter. Das Oberhaupt ist mit einem Klapptor, das Unterhaupt mit einem Stemmtor verschlossen. Die Fallhöhe, der zu schleusende Unterschied der Wasserstände, beträgt je nach Wasserstand in der Unterhavel zwischen 4,75 Meter und 2,95 Meter. Als Teil des Verkehrsprojekts Deutsche Einheit Nr. 17 wurde südlich eine zweite Schleuse beziehungsweise Schleusenkammer errichtet. Diese hat eine Breite von 12,50 Meter und eine nutzbare Länge von 190 Meter. Oberhaupt und Unterhaupt werden durch Stemmtore verschlossen. Baubeginn der Südkammer war 2008. Aufgrund von Baumängeln ruhen die Arbeiten.

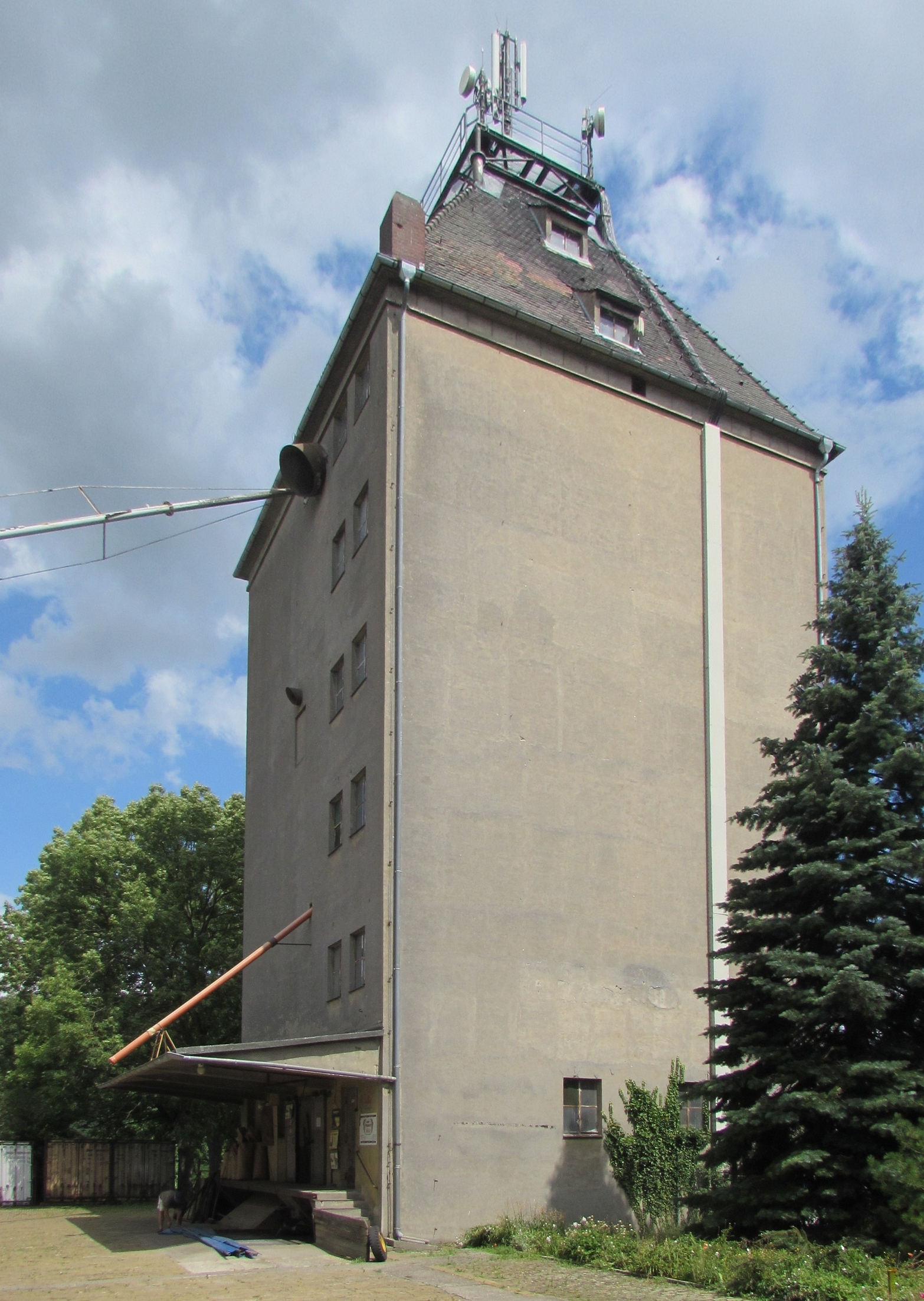
Silo der Bensdorfer Mühle

In Altbensdorf existiert eine von lediglich zwei Mühlen, die im Altkreis Brandenburg noch in gewerblichem Betrieb sind. Die Bensdorfer Mühle geht auf einen Windmühlenbetrieb aus dem Jahr 1829 zurück. 1912 wurde eine Dampfmühle, der Vorgängerbau war abgebrannt, errichtet. Diese Mühle war die größte des Landkreises Jerichow II. 1935 wurde ein 32 Meter hohes Getreidesilo für 1000 Tonnen Getreide errichtet, welches den nahegelegenen Turm der Dorfkirche Altbensdorf überragt. 1946 enteignete die sowjetische Militärverwaltung den Mühlenbesitzer Erich Sengespeick. Die Mühle wurde bis 1947 elektrifiziert und ab 1950 von der Konsumgenossenschaft betrieben. Nach der Wende erfolgte die Privatisierung. 1994 erwarb Bernd Xenodochius die Bensdorfer Mühle. Die Mühle spezialisierte sich auf das Vermahlen ökologischer Erzeugnisse.
Das Verzeichnis sämtlicher denkmalgeschützter baulicher Sehenswürdigkeiten findet sich in der Liste der Baudenkmale in Bensdorf. Die Bodendenkmale sind in der Liste der Bodendenkmale in Bensdorf aufgeführt.

### Veranstaltungen
Regelmäßige Veranstaltungen sind Traditionsfeuer wie Osterfeuer und Herbstfeuer, die von der Freiwilligen Feuerwehr in Zusammenarbeit mit Vereinen durchgeführt werden. Die Bensdorfer Kirchengemeinde veranstaltet jährlich ein Sommerfest.

### Sport
Bensdorf hat eine längere Tradition von Sportvereinen. Ein Arbeiter-Turnverein Altbensdorf von 1925 wurde mit der Machtergreifung der Nazis 1933 verboten. 1966 wurde in der Gemeinde als Betriebssportgemeinschaft der LPG die BSG Traktor Bensdorf gegründet. Bedeutende Sektion der BSG war der Reitsport. Zwischen 1975 und 1990 veranstaltete die Bensdorfer Betriebssportgemeinschaft insgesamt sechsmal die DDR-Meisterschaft im Voltigieren. Zweimal konnte Bensdorf dabei dritte Plätze erringen. Im Springreiten oder bei Gespannrennen konnten wiederholt vordere Platzierungen bei Bezirks- und Kreismeisterschaften erzielt werden. Nach der politischen Wende wurde die LPG und mit ihr die BSG aufgelöst. In den folgenden Jahren gründeten sich neue Vereine. So gibt es zwei Reitvereine in der Gemeinde. Der Märkische Voltigierverein Vehlen und der Reit- und Fahrverein Bensdorf führen die Tradition der BSG Traktor fort.

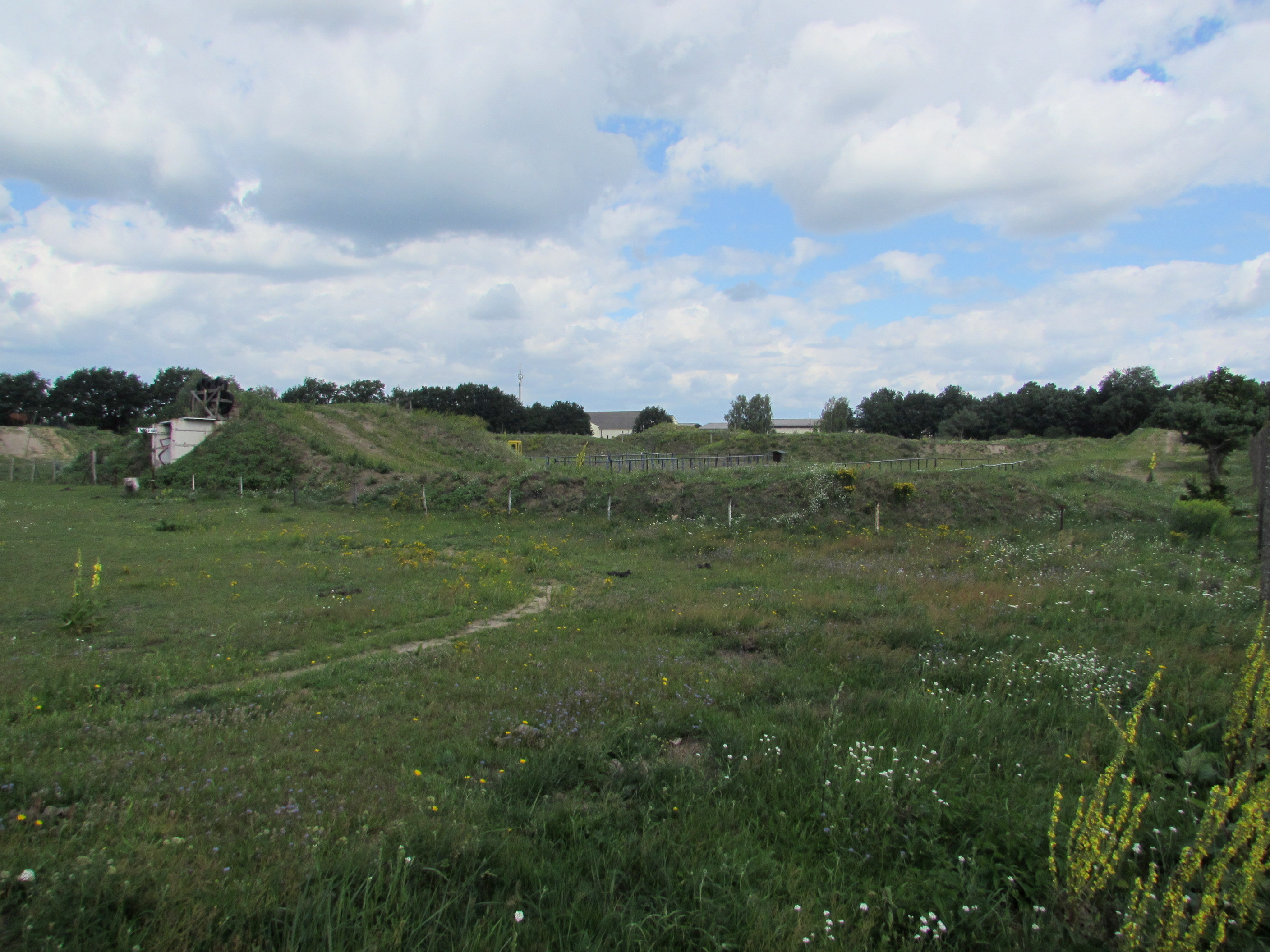
Motocrossstrecke in Altbensdorf

2004 wurde der Motocrossclub Bensdorf-Kade gegründet. Eine Renn- und Trainingsstätte entstand nördlich Altbensdorfs. Auf dem Gelände wurden wiederholt Landesmeisterschaften ausgetragen. Der Sport-, Spiel- und Kulturverein „Alte Schule–Neues Leben“ nutzt als Trainingsraum die Sporthalle der ehemaligen Schule Altbensdorf. Beispielsweise werden Tischtennis und Kraftsport angeboten.

## Schutzgebiete
Mehrere Flächen der Gemeinde Bensdorf sind als Schutzgebiete ausgewiesen, wobei es teilweise zu Überlappungen verschiedener Schutzzuweisungen kommt. Der Südosten, vor allem zwischen dem Woltersdorfer Altkanal und dem Elbe-Havel-Kanal, ist Teil des Landschaftsschutzgebietes Brandenburger Wald- und Seengebiet, welches bis in die Stadt Brandenburg und weitere Gemeinden Potsdam-Mittelmarks reicht. Der Woltersdorfer Altkanal ist daneben als geschützter Landschaftsbestandteil zusätzlich unter Schutz gestellt. Ein weiterer geschützter Landschaftsbestandteil ist die Diebesdunke im Westen der Gemeinde unmittelbar nördlich an die Bundesstraße 1 angrenzend. Bensdorf hat Anteil an zwei FFH-Gebieten, europäischen Fauna-Flora-Habitat-Gebieten. Im Nordosten liegt ein Teil des FFH-Gebietes Pelze auf Gemeindegebiet, im äußersten Südosten ein kleiner Bereich des FFH-Gebietes Mittlere Havel Ergänzung. Die Bundesstraße 1 ist über etwa sechs Kilometer eine geschützte Allee. Weitere Bereiche sind als geschützte Biotope deklariert.
| Schutzausweisung                   | Name                               | Größe in ha |
| ---------------------------------- | ---------------------------------- | ----------- |
| Landschaftsschutzgebiete           | Brandenburger Wald- und Seengebiet | 9.980       |
| FFH-Gebiete                        | Pelze                              | 51          |
|                                    | Mittlere Havel Ergänzung           | 2.524       |
| Geschützte Landschaftsbestandteile | Altkanal                           |             |
|                                    | Diebesdunke                        |             |

## Wirtschaft
Wichtigster Wirtschaftszweig in Bensdorf ist die Landwirtschaft. Über 50 Prozent der Flächen werden für Ackerbau beziehungsweise Viehzucht genutzt. Unmittelbar nach der politischen Wende 1989/90 und aufgrund der Veränderungen wurden die Landwirtschaftlichen Produktionsgenossenschaften (LPG) aufgelöst beziehungsweise in andere Rechtsformen überführt. 1989 produzierte die Pflanzenproduktion in der Gemeinde noch 2300 Tonnen Getreide, 4000 Tonnen Pflanzkartoffeln. Der Fuhrpark der Genossenschaft bestand aus vierzig Traktoren, sieben Mähdreschern, vier Extrahäckslern und zwei Schadmähern. Die Tierproduktion lieferte 5 Millionen Liter Milch, 7.000 Kilogramm Wolle und 10.000 Schweine. Im Bestand befanden sich 950 Kühe, 612 Sauen, 900 Schafe und 30 Pferde. 250 Menschen waren in den Betrieben beschäftigt. 1987 wurde die Bensdorfer Tierproduktion als beste LPG des Kreises Brandenburg ausgezeichnet. Der Jahresumsatz betrug zum Ende etwa 25 Millionen Mark, der Gewinn lag bei 5 Millionen Mark und die Genossenschaft war mit keinen Krediten belastet und schuldenfrei. Am 28. Juli 1990 wurde aus den LPG die Märkisch Ceres Agrar e. G. ausgegründet. Anbauflächen und Viehbestände wurden verkleinert. Etwa 180 Arbeitsplätze gingen verloren. Die neue Genossenschaft hatte 22 Mitglieder. 1998 ging der Betrieb in Insolvenz. Nachfolgebetrieb wurde die Agrar GmbH Märkisch Bensdorf.

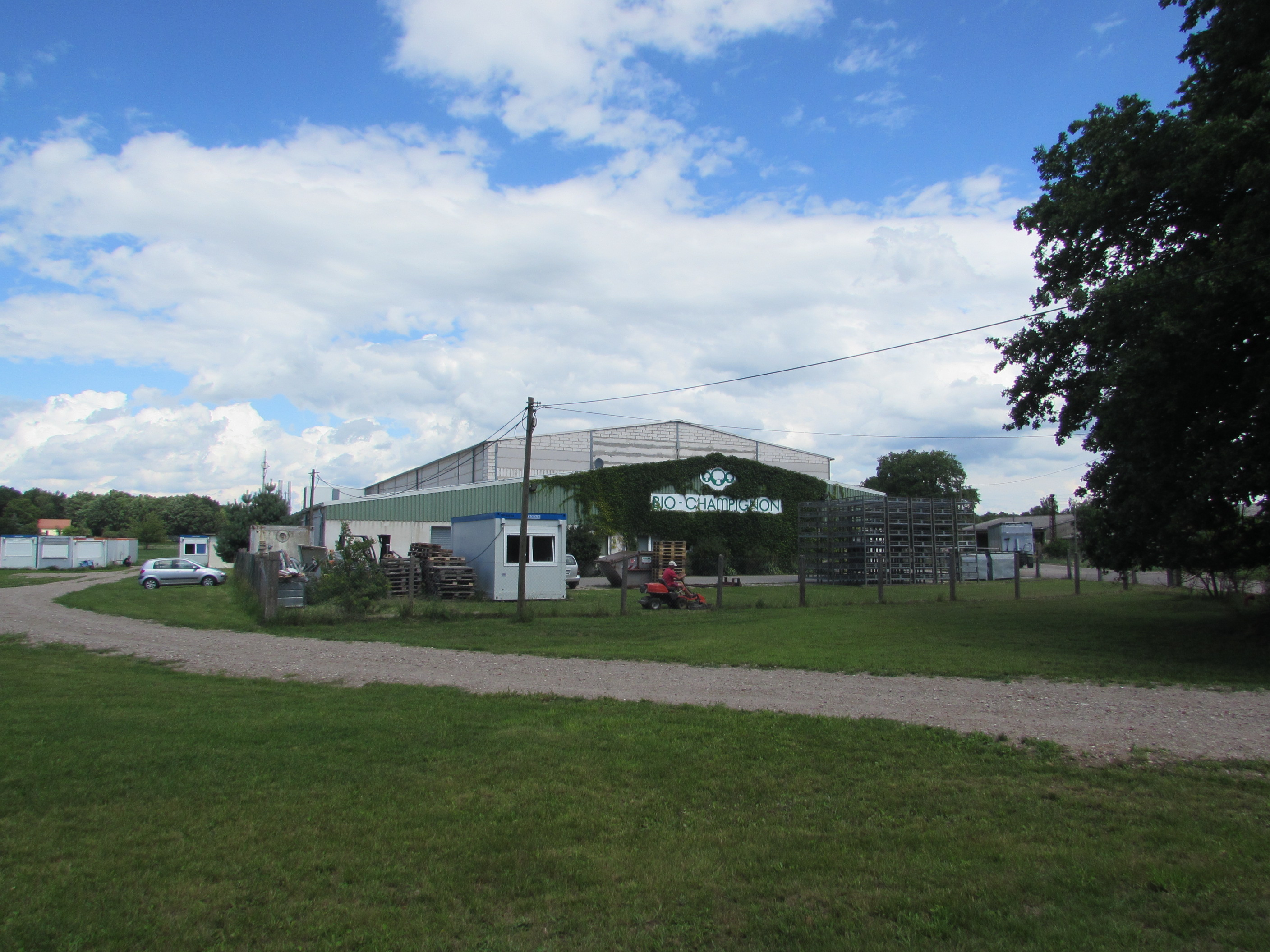
Champignonzuchtanlage in Altbensdorf

1993 wurde noch innerhalb der Märkisch Ceres Agrar eine Champignonzuchtanlage in einem ehemaligen Schafstall errichtet. Nach Insolvenz der Genossenschaft wurde die Anlage weiter betrieben und kam 2006 an die Firma Max F. Dohme Pilzanbau, die diese auf die Produktion von Bio-Champignons umstellte. 25 Arbeitnehmer arbeiten im Betrieb. Die Bensdorfer Mühle als einer von nur noch zwei gewerblichen Mühlenbetrieben im ehemaligen Landkreis Brandenburg beschäftigt vier Arbeitnehmer. Im Mühlenbetrieb wird in erster Linie Roggen aber auch Weizen zu Backschrot und Vollkornmehl aus ökologischem Anbau verarbeitet. Auf dem Gut Herrenhölzer befindet sich die Gut Herrenhölzer Mönich & Streit GbR. Auf den landwirtschaftlichen Flächen des Gutes werden in erster Linie Sonderkulturen wie Spargel, Erdbeeren und Heidelbeeren angebaut, die auch über einen eigenen Hofladen vertrieben werden.

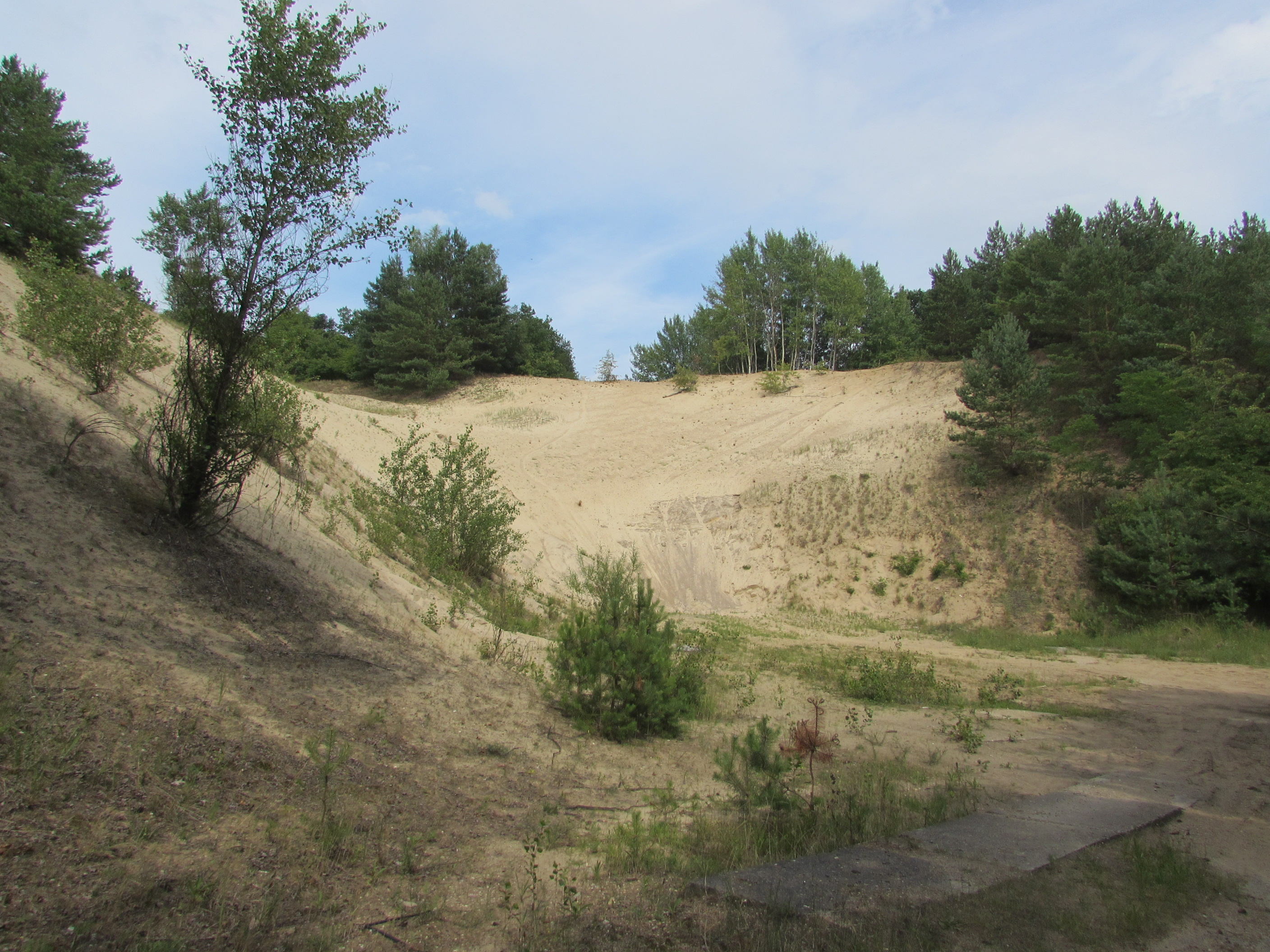
Tagebau in den Vehlenschen Bergen

Ein großer Teil der Berufstätigen pendelt zur Arbeit in das nahegelegene Brandenburg an der Havel. Größere Industriebetriebe sind in der Gemeinde nicht angesiedelt. In den Vehlenschen Bergen und im Süden in der Nähe des Elbe-Havel-Kanals sind zwei Bergbauflächen ausgewiesen. Sie dienen der Gewinnung von Sand und Kies im Tagebau.
Der Tourismus spielt nur eine geringe Rolle. In Vehlen gibt es einen Landgasthof mit Übernachtungsmöglichkeiten, der bis zur Insolvenz von der Märkisch Ceres Agrar betrieben wurde. Weitere Gaststätten teilweise mit Übernachtungsplätzen befinden sich in den übrigen Ortsteilen. Eine Teilstrecke des Radwanderweges Bunter Dörferweg, die als Rundkurs den Bahnhof Wusterwitz über Landstraßen und Feldwege mit Herrenhölzer, Vehlen, Alt- und Neubensdorf und Woltersdorf verbindet, führt durch die Gemeinde. An drei Stationen im Verlauf des Radwanderwegs sind Schautafeln mit Informationen beispielsweise zu Ortsgeschichten und Bauwerken aufgestellt.

## Infrastruktur

### Verkehr

#### Straßenverkehr

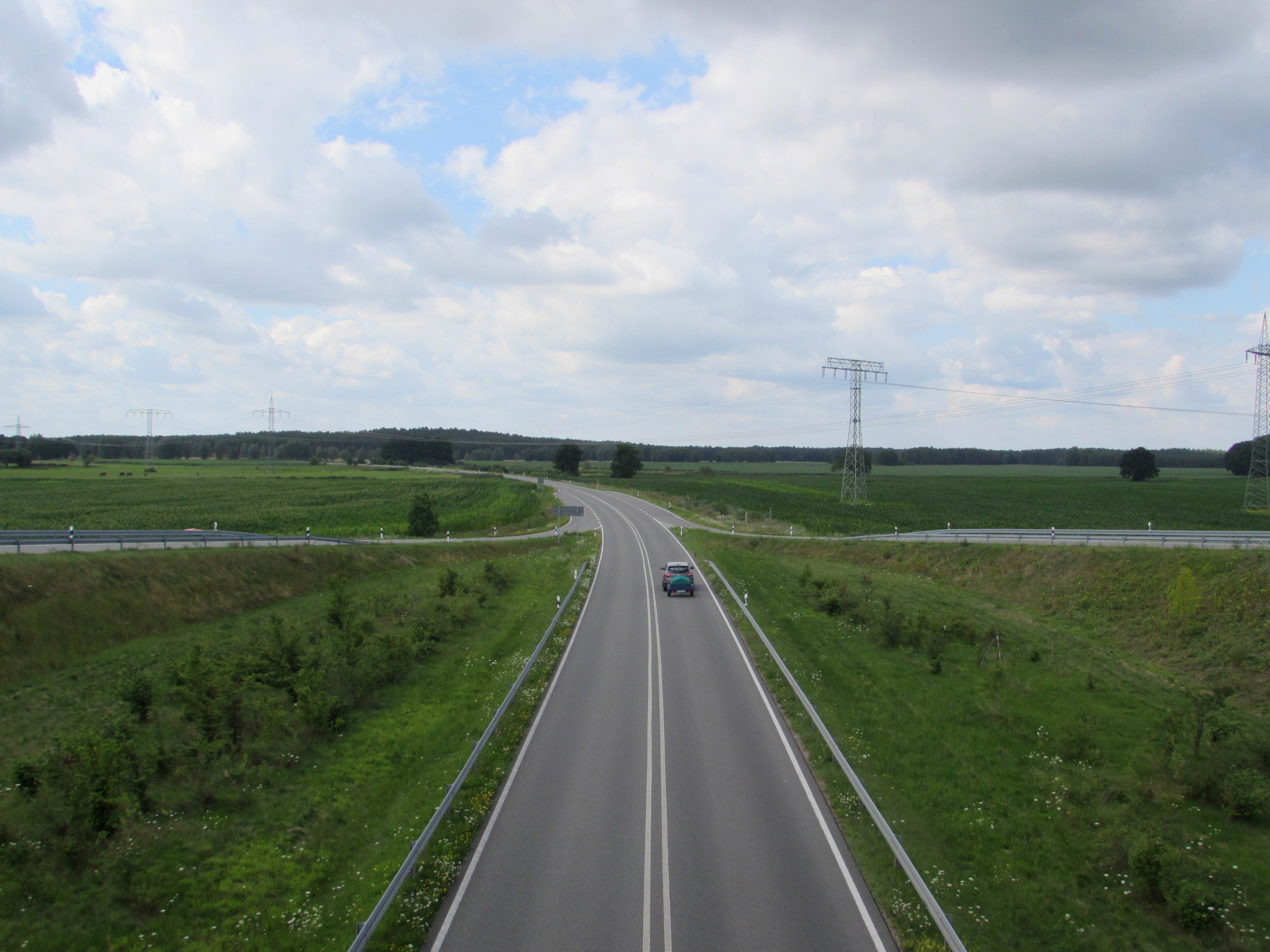
Straße L 96 zwischen Altbensdorf und Vehlen

Bensdorf liegt an der Bundesstraße 1 (B 1), die von Küstrin-Kietz über Berlin und Magdeburg nach Aachen führt und die Gemeinde von Osten nach Westen durchschneidet. Direkt an der zweistreifigen Bundesstraße, die auf einen bedeutenden mittelalterlichen Fernhandelsweg und die Reichsstraße 1 zurückgeht, liegt der Ortsteil Neubensdorf. Die Dörfer Altbensdorf und Vehlen liegen nördlich, Woltersdorf und Herrenhölzer südlich der Magistrale. Zweite bedeutende Hauptstraße ist die Landesstraße 96 (L 96). Diese verläuft in nord-südlicher Richtung und hat bei Ziesar einen Anschluss an die Bundesautobahn 2 (A 2). Die Landesstraße ist in der Gemeinde als zweistreifige und kreuzungsfreie Kraftfahrstraße und ortumfahrend ausgebaut. Zwei Anschlussstellen, eine zwischen Vehlen und Altbensdorf und eine zur B 1, gibt es in Bensdorf. Bis zum Ausbau der Kraftfahrstraße führte die L 96 durch die Dörfer Woltersdorf, Neu- und Altbensdorf.

#### Nahverkehr/Bus
Die Gemeinde Rosenau ist seit 1999 wie das gesamte Land Brandenburg Teil des Verkehrsverbundes Berlin-Brandenburg (VBB), des flächengrößten Verkehrsverbundes Deutschlands. Im VBB ist es möglich, im Nahverkehr mit verschiedenen Verkehrsträgern beispielsweise von den Städten des Landes oder Berlin mittels eines einzelnen Fahrscheins in die Gemeinde beziehungsweise die umgekehrte Richtung zu fahren. Bensdorf liegt als Umlandgemeinde in der Tarifzone C der Stadt Brandenburg an der Havel. Im VBB-Tarif nutzbar sind die regionalen Buslinien. Drei Buslinien der Verkehrsgesellschaft Belzig verkehren durch die Dörfer. Der Ortsteil Woltersdorf wird von der Linie 560, die von Brandenburg an der Havel über Bensdorf und Wusterwitz nach Ziesar führt, bedient. Woltersdorf wird dabei an Schultagen in den Fahrtrichtungen sechs- beziehungsweise neunmal, in der Ferienzeit seltener angefahren. Die Linie 560 ist die einzige Buslinie, die auch an Wochenenden und Feiertagen verkehrt. Neben dieser werden noch Busse auf den Linien 563 und 571 eingesetzt. 563 verkehrt dabei ausschließlich, 571 vorrangig im Schülerverkehr. Neben den Fahrten an Schultagen verkehrt die Buslinie 571 noch an Ferientagen einmal je Fahrtrichtung. 571 fährt Vehlen, Alt- und Neubensdorf und Woltersdorf, 563 sämtliche Ortsteile an.

#### Wasserstraßen

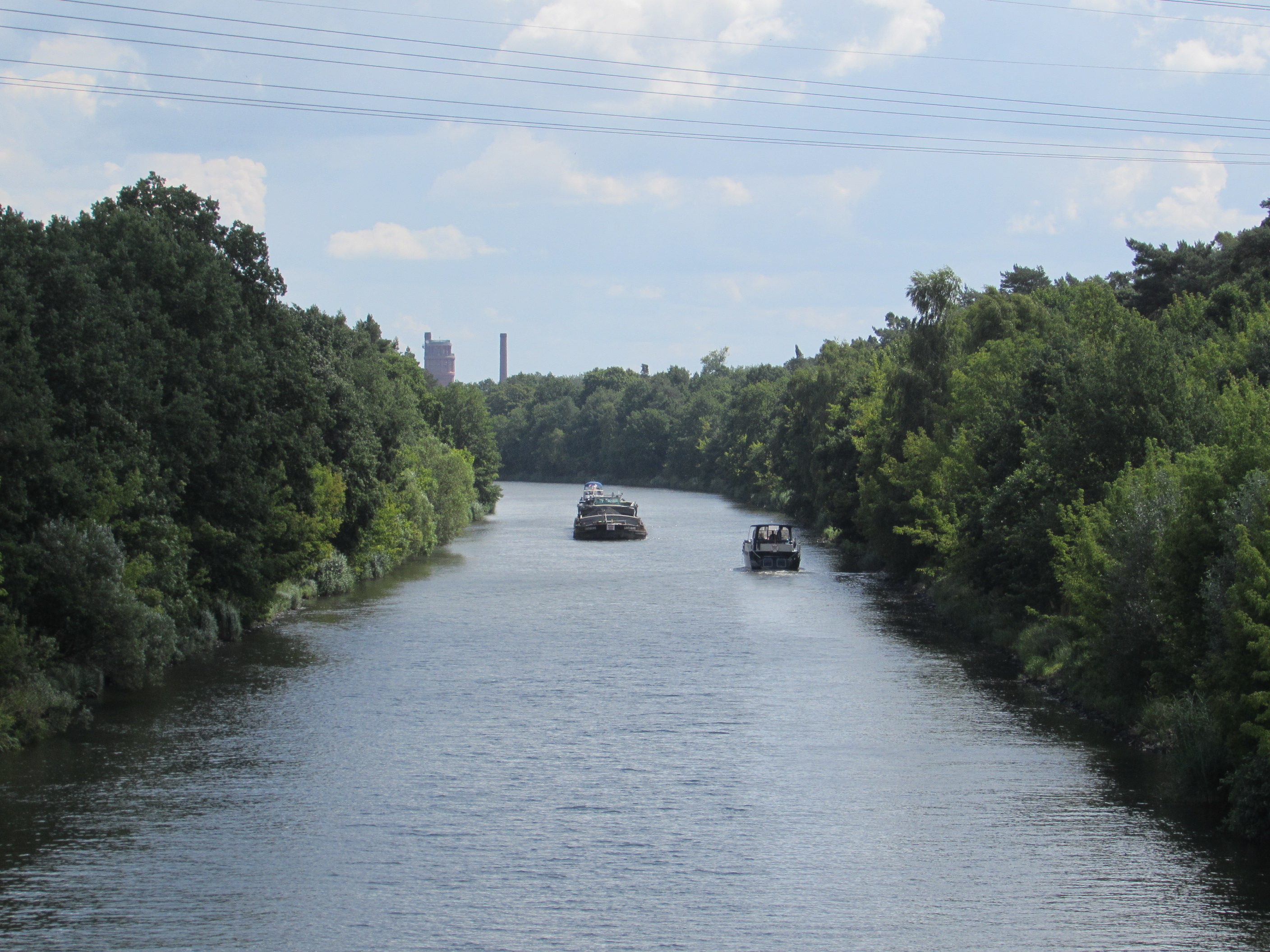
Elbe-Havel-Kanal zwischen Woltersdorf und Wusterwitz

Im Süden Bensdorfs liegt die Bundeswasserstraße Elbe-Havel-Kanal mit der Schleuse Wusterwitz. Die Wasserstraßenklasse ist mit IV beziehungsweise Vb an ausgebauten Abschnitten ausgewiesen. Der Elbe-Havel-Kanal gehört zur durchgehenden Schifffahrtsverbindung vom Rhein im Westen nach Berlin und weiter zur Oder im Osten. Der Kanal wird im Zuge von Ausbaumaßnahmen im Rahmen des Verkehrsprojektes Deutsche Einheit Nr. 17 durchgehend auf eine Breite von 55,50 Meter, eine Tiefe von 4,00 Meter und einen Wasserquerschnitt von 170,00 Quadratmetern ausgebaut. Nach Abschluss des Ausbaus sollen Einzelfahrzeug bis zu einer Länge von 110,00 Metern, einer Breite von 11,40 Metern, einem Tiefgang von 2,80 Metern und einer Tragfähigkeit von etwa 2.400 Tonnen den Kanal befahren dürfen. Für Schubverbände sind die Abmaße Länge 185,00 Meter, Breite 11,40 Meter, Tiefgang 2,80 Meter und Tragfähigkeit etwa 3.700 Tonnen festgesetzt. Die Schleusenzeiten an der Schleuse Wusterwitz sind ganzjährig Montag bis Samstag 6 Uhr bis 22 Uhr und Sonntag 7 Uhr bis 22 Uhr.
Der Woltersdorfer Altkanal ist ebenfalls als Bundeswasserstraße ausgewiesen. Eine Durchfahrt ist aufgrund der zu einem Wehr umgebauten Plauer Schleuse und eines zweiten Wehrs nahe seinem Abzweig vom Elbe-Havel-Kanal nicht möglich. In der Gemeinde Bensdorf ist ein Befahren des Altkanals mit Booten möglich. Er dient in erster Linie der Wasserstandsregulierung des Elbe-Havel-Kanals und unterhalb der Schleuse Plaue als Liegeplatz für die Sportschifffahrt. Er ist mit der Wasserstraßenklasse 0 ausgewiesen.

### Bildung und öffentliche Einrichtungen
Bensdorf verfügt seit der Schließung in Altbensdorf 1997 über keine eigene Schule. Nächstgelegene Grundschule ist die Wilhelm-Götze-Schule in Wusterwitz, in der die Kinder der Gemeinde in der Regel bis zum Abschluss der 6. Klasse unterrichtet werden. Weiterführende Schulen wie die Berufsorientierte Oberschule Kirchmöser oder Gymnasien befinden sich in der Stadt Brandenburg an der Havel. Dort befinden sich auch Förderschulen. Nächstgelegene Hochschulen sind in Brandenburg an der Havel die Medizinische Hochschule Brandenburg und die Technische Hochschule Brandenburg. In Altbensdorf gibt es eine Kindertagesstätte, die Kita Sonnenschein.
Die Freiwillige Feuerwehr Bensdorfs verfügt in den Ortsteilen über mehrere Feuerwehrhäuser mit Lösch- und Einsatzfahrzeugen. Sitzungsstätte der Gemeindevertretung ist das Dorfgemeinschaftshaus Altbensdorf. Die zuständigen Behörden im Amt Wusterwitz sind in der August-Bebel-Straße 10 in Wusterwitz angesiedelt.

### Medizinische Einrichtungen
Die nächsten niedergelassenen Ärzte, Zahnärzte und Physiotherapeuten befinden sich in Wusterwitz. Die nächstgelegenen Krankenhäuser sind das Universitätsklinikum Brandenburg an der Havel als Krankenhaus der Schwerpunktversorgung, das Sankt-Marien-Krankenhaus als geriatrisches, die Asklepiosklinik als neurologisches und psychiatrisches Spezialkrankenhaus und die Heliosklinik Hohenstücken als neurologische Rehabilitationseinrichtung in der Stadt Brandenburg an der Havel. Für den Rettungsdienst ist die Rettungswachen in Brandenburg zuständig. Der nächstgelegene Standort eines Rettungshubschraubers befindet sich ebenfalls in der Stadt Brandenburg.

### Medien
Die Märkische Allgemeine (MAZ) mit Sitz in Potsdam ist die größte Tageszeitung im westlichen Land Brandenburg. Die für den Brandenburger Landkurier und somit die lokalen Nachrichten der Gemeinde zuständige Lokalredaktion hat ihren Sitz in Brandenburg an der Havel. Neben der MAZ gibt es die beiden kostenlosen, über Anzeigen finanzierten Zeitungen Brandenburger Wochenblatt (BRAWO) und PreussenSpiegel, die regionale und lokale Nachrichten publizieren.

## Persönlichkeiten
- Emil Hartwich (1801–1879), Eisenbahningenieur und Baubeamter, in Bensdorf geboren